# Mexikó
A Mexikói Egyesült Államok, röviden Mexikó (spanyolul Estados Unidos Mexicanos ( hallgat) vagy México ( hallgat), navatl nyelven Mexihco Tlacetililli Tlahtohcayotl) Észak-Amerika déli részén elhelyezkedő ország. Északról az Egyesült Államok, délkeletről Guatemala és Belize, nyugatról a Csendes-óceán, keletről pedig a Mexikói-öböl és a Karib-tenger határolja. A legészakibb és legnyugatibb latin-amerikai állam.  Fővárosa és legnagyobb városa Mexikóváros. Szövetségi köztársaság, mely 31 állam szövetségéből és egy szövetségi körzetből (Distrito Federal) áll, ami magában foglalja a fővárost. A 2020-as évek közepén a mintegy 132 milliós népességével a Föld 10. legnépesebb országa  és egyben a spanyol nyelvűek között a legnépesebb.
Latin-Amerika egyik legnagyobb gazdaságával rendelkezik. Nagy gazdasága és népessége, globális kulturális befolyása Mexikót regionális és középhatalommá teszi. Gyakran feltörekvő hatalomként és újonnan iparosodott államként utalnak rá. Az ország azonban továbbra is küzd a társadalmi egyenlőtlenséggel, a szegénységgel, a kiterjedt bűnözéssel, valamint a kormány és a drogbandák közötti konfliktus is folyamatos.
Címerében a fügekaktuszon ülő, csőrében kígyót tartó sasmadár az aztékok eredetmítoszára utal; korábbi jelképe az aztékkaktusz volt.

## Az országnév írásmódja és eredete
Az ország neve a középkori spanyol íráskép alapján x-szel, azaz „ksz”-szel ejtve terjedt el a nagyobb nemzetközi nyelvek közvetítésével, így a magyarban is ebben a formában honosodott meg. Fontos tudni azonban, hogy csupán egy megtévesztő írásmódról van szó, ezt a nevet ugyanis eredetileg soha nem ejtették x-szel. Az óspanyolban, illetve középspanyolban az x betű (jóllehet, a legtöbb szóban ugyancsak a latin x folytatása volt, bár időközben a kiejtése eltávolodott a latin hangzásétól) a magyar „s” hangot – IPA [ʃ] – jelölte. Amikor a spanyolok meghódították az Azték Birodalmat, az indián nevek lejegyzésére a latin írásukat használták és az országot a mexica (mexikák) nevű azték törzsről México-nak nevezték el, eredetileg „mesiko” kiejtéssel. E hang a modern spanyolban „ch”-ként (IPA [x]) folytatódott, amelyet konvencionálisan ma a j (illetve g is) jelöl, azonban – bár Spanyolországban a régebbi helyesírási norma szerint Méjico-t írtak és sokan még ma is azt követik – történelmi hagyományokból (és a mexikóiak tiszteletére) megtartották a név és származékai x-szel történő írásmódját; ezt a formát javasolja a Spanyol Királyi Akadémia (RAE) is. Maga a mexica szó azték nyelven belüli eredete homályos, erről többféle elmélet is született.

## Földrajz
| Amerikai Egyesült Államok Kuba Guat. Belize Honduras Nic. MEXIKÓVÁROS Tijuana Mexicali Ensenada Ciudad Juárez Chihuahua Guaymas Hermosillo Nuevo Laredo Topolobampo Matamoros Torreón Monterrey La Paz Victoria de Durango Mazatlán Tampico Cancún Progreso Mérida Tuxpan León Puerto Vallarta Guadalajara Puebla Veracruz Manzanillo Coatzacoalcos Lázaro Cárdenas Acapulco Oaxaca Salina Cruz Kalif.- öböl Mexikói-öböl Csendes-óceán Karib- tenger Guadalupe-sz. Revillagigedo-szk. |
| térkép szerkesztése |

| Mexikó domborzati térképe (nyitható térkép) |
| --- |
| M e x i k ó i - · f e n n s í k Y u c a t á n Mexikóváros Guadalajara Puebla Ciudad Juárez Tijuana León Chihuahua Monterrey Mérida Cancún Acapulco Mexicali Hermosillo Veracruz Matamoros Tampico Villahermosa Saltillo Torreón Culiacán |

### Domborzat
Területének központi része a füves, 1000–2500 m magas Mexikói-fennsík vagy Mexikói-magasföld. Ennek északi fele 1500 m, déli része kb. 2300 m. magas. A magasföld déli részén található a Mexikói-medence a fővárossal.
A magasföldet a Kordillerák vonulatai veszik körbe, melyek elérik a 3000 m-t. Nyugat felől a Nyugati-Sierra Madre, keletről a Keleti-Sierra Madre, délről a Vulkáni-kereszthegység. A több száz vulkáni kúp között ma is működő tűzhányók rejtenek veszélyt. A Vulkáni-kereszthegység dél felé a Déli-Sierra Madre hegységgel folytatódik. Még tovább délre a Közép-Amerikai Kordillerákhoz tartozó Chiapas-hegység következik.
Mexikó északkeleti részén, a Mexikói-öböl partján meleg éghajlatú mocsaras síkság húzódik, a Campeche-alföld. Ettől délre a Yucatán-félszigetre a mészkőtáblák és szintén a mocsarak jellemzőek.
A Kaliforniai-félsziget átlagos magassága 1000–1500 m között alakul. Északi felén magashegységi gyűrődéssel keletkezett láncok fekszenek, melyeknek csúcsai elérik a 3000 m-t. Itt is vulkáni kúpok meredeznek az ég felé. A partvonal sziklás és meredek a nyugati részen, lagúnás és korallzátonyokkal tarkított a keleti felén.
Működő tűzhányók a Popocatépetl (5452 m), a Colima (3820 m) és a Citlaltépetl (5700 m, ez utóbbi a 19. században tört ki utoljára), jelentős alvó vulkán az Iztaccíhuatl (5230 m).
Növényvilága: északon préri és élettelen homoksivatag, délen trópusi esőerdő jellemzi.

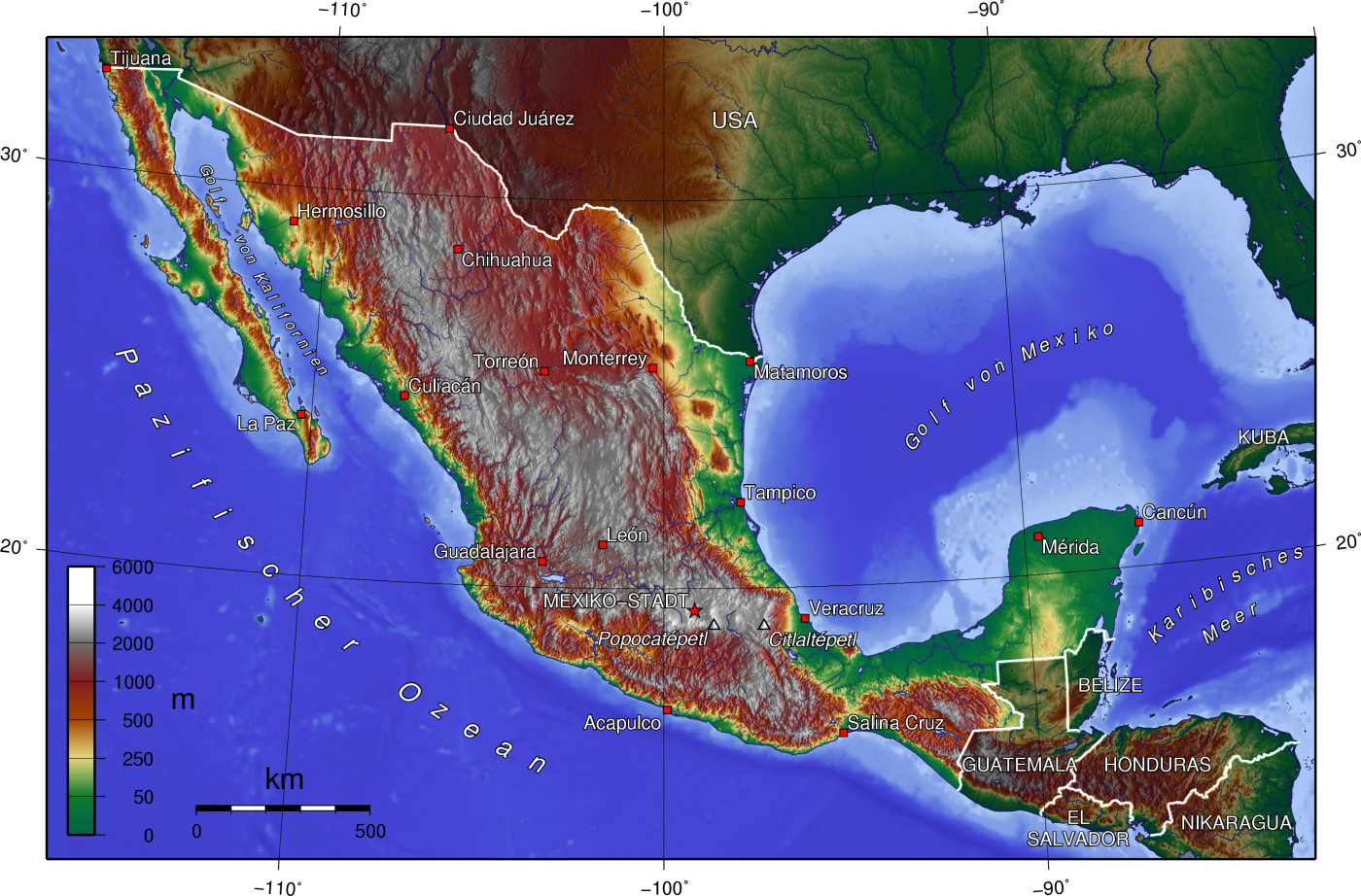
Domborzati térképe
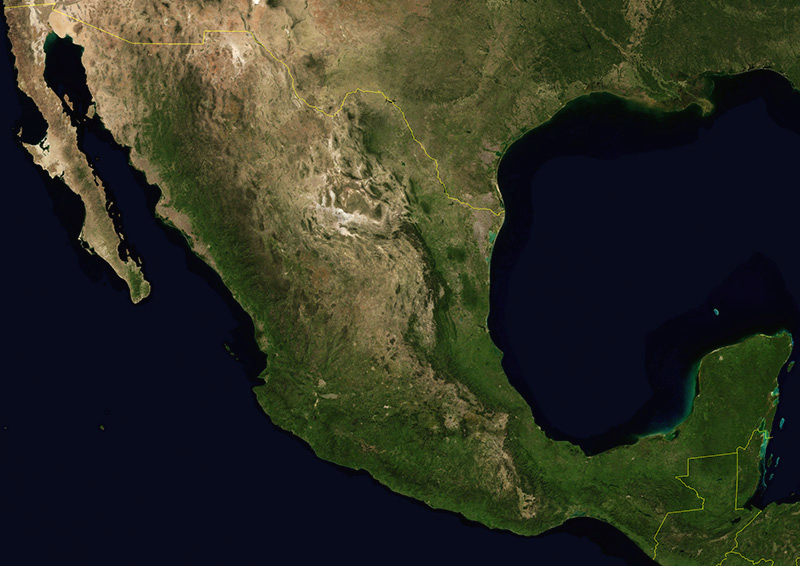
Műholdas képe
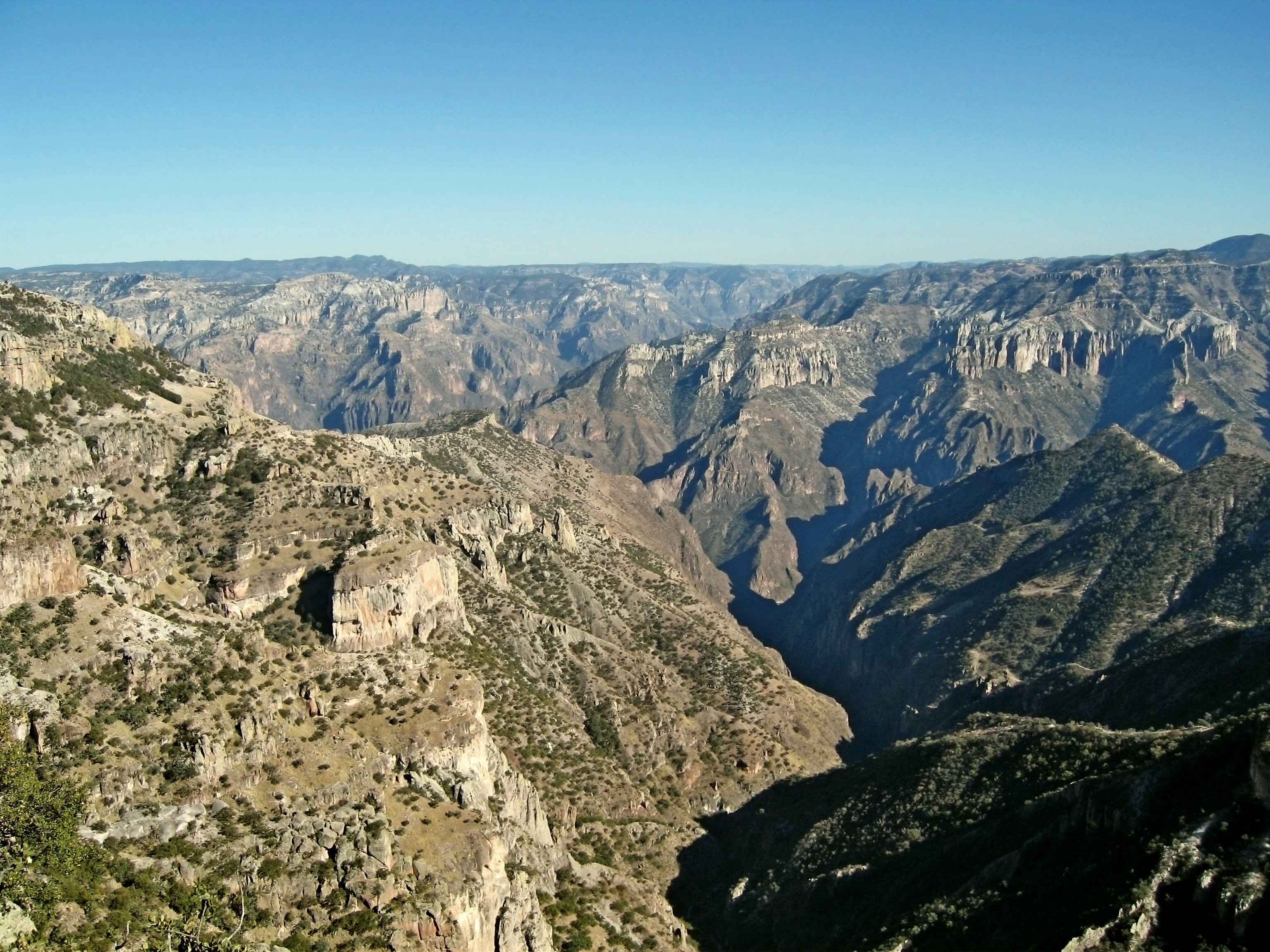
A Réz-kanyon (Barrancas del Cobre) Mexikó északi részén
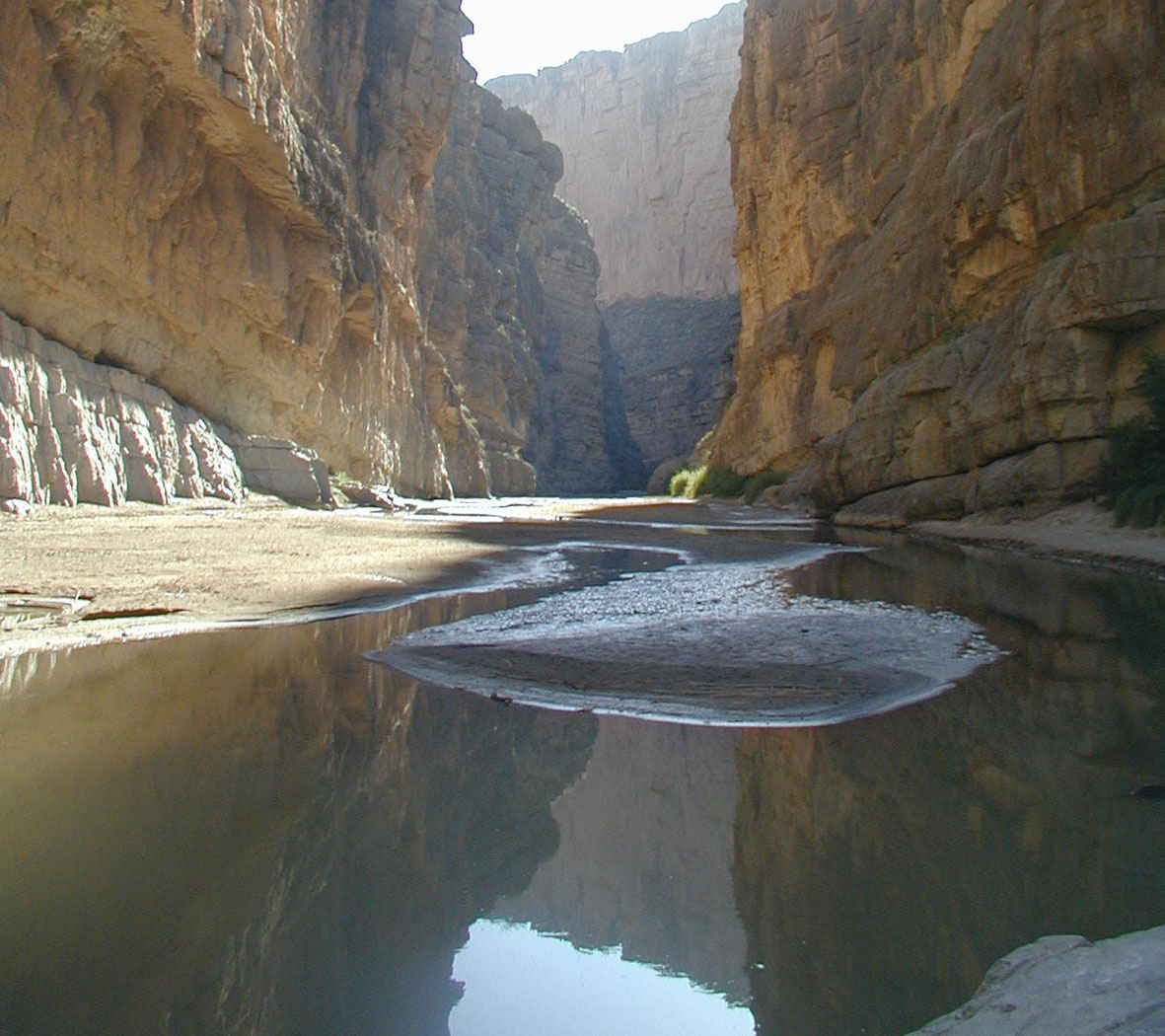
A Rio Grande a Santa Elena kanyonban
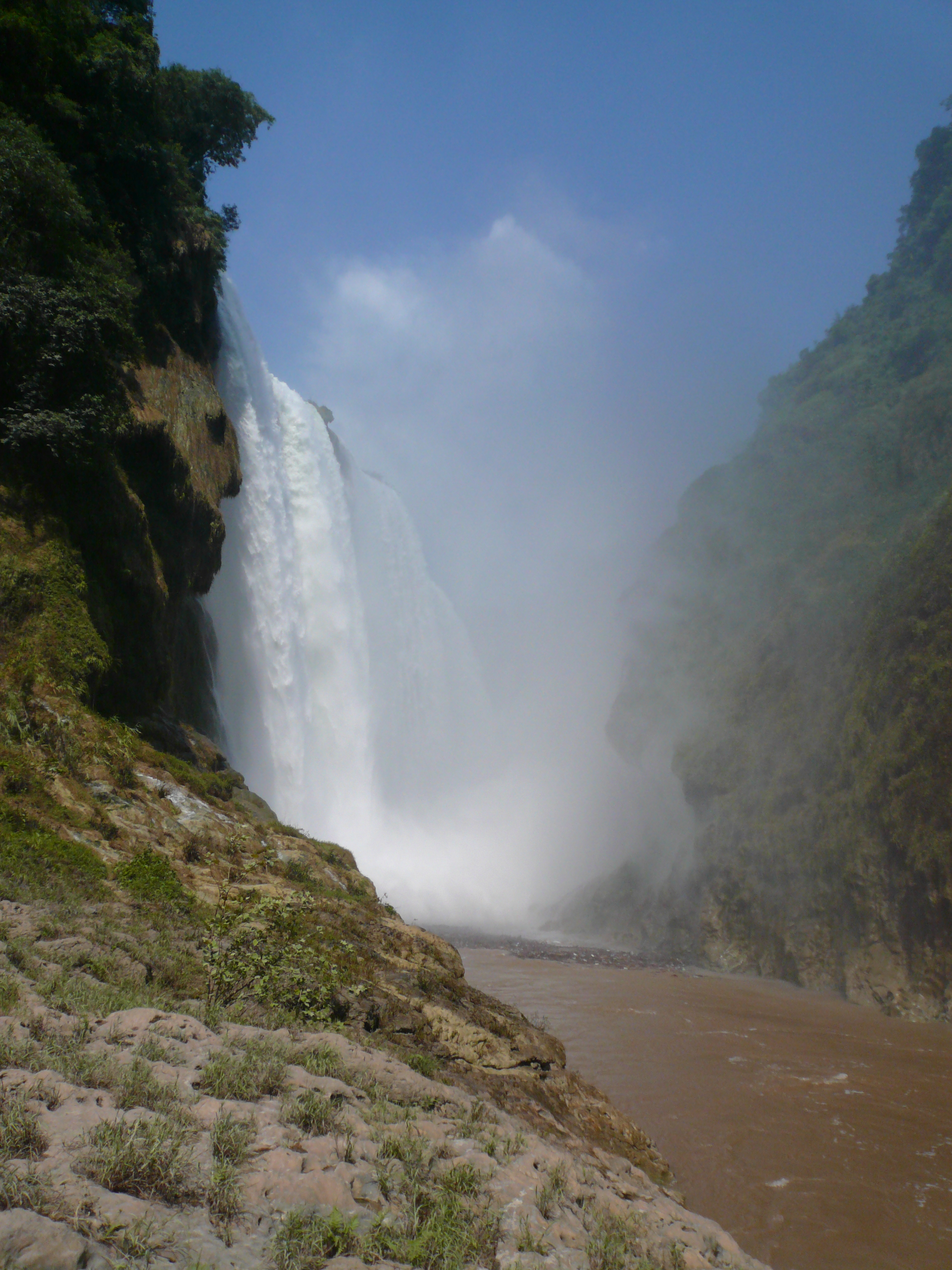
Tamul-vízesés
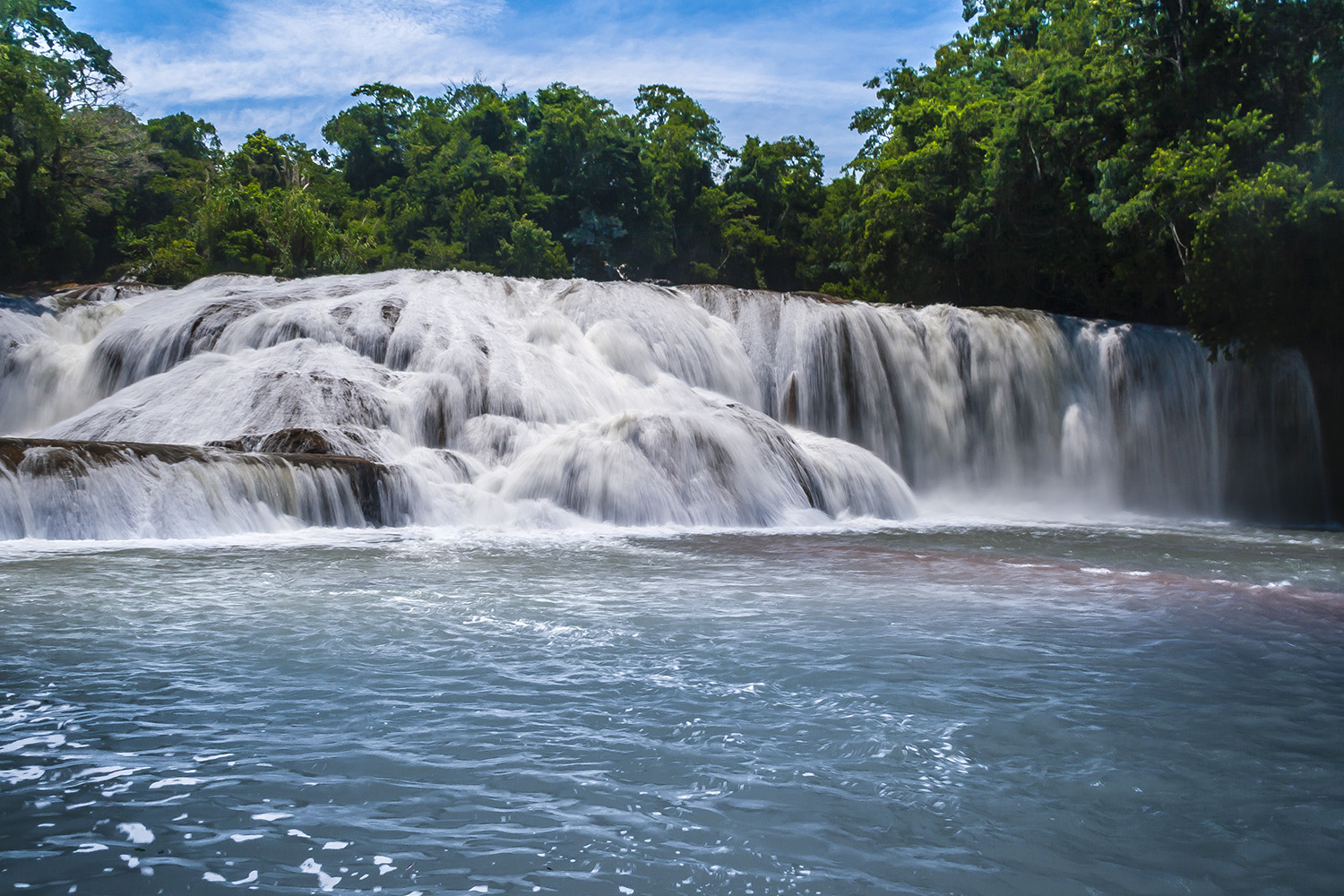
Agua Azul-vízesés, Chiapas
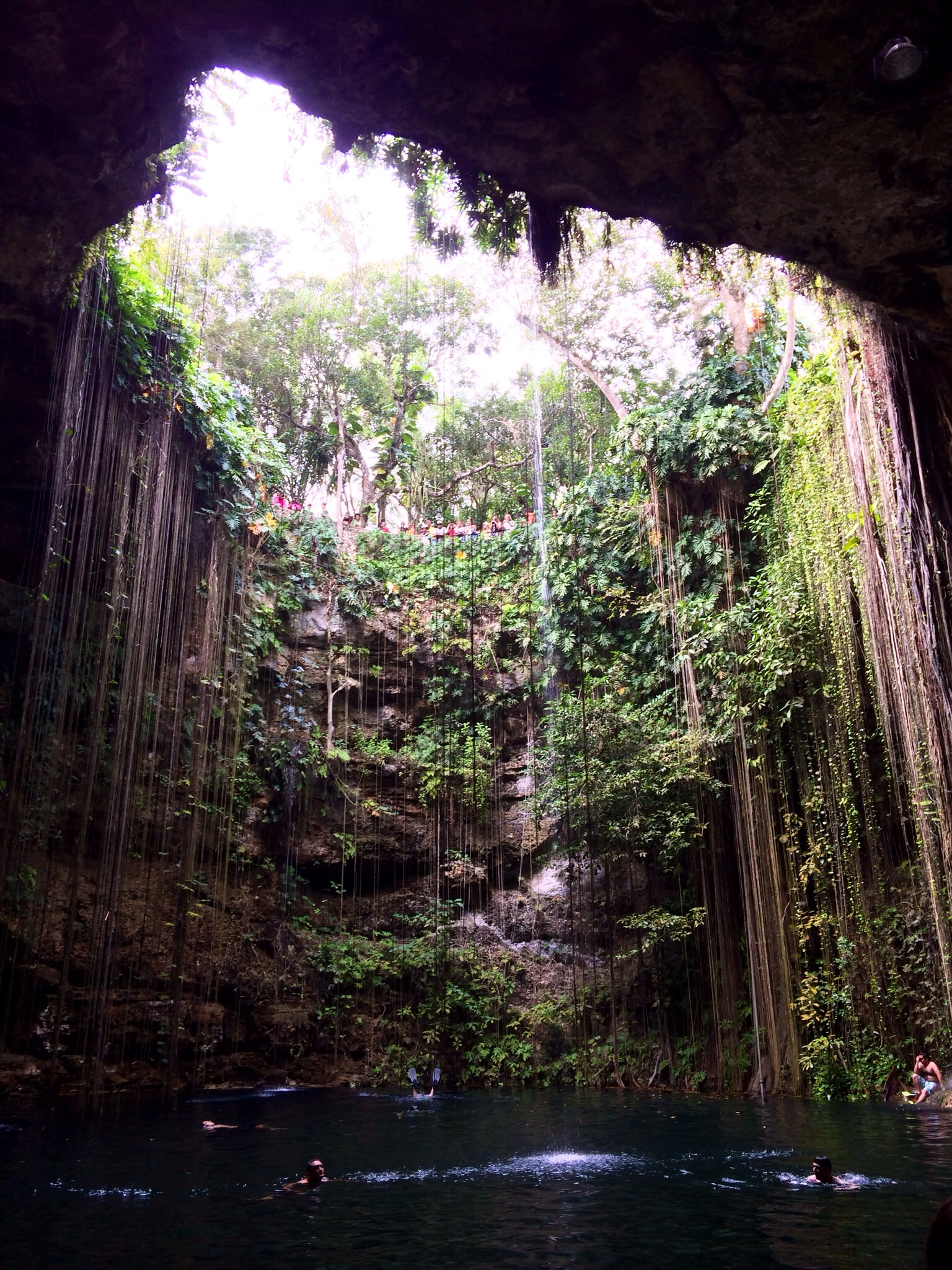
Egy cenote a Yucatán-félszigeten

### Vízrajz
Legnagyobb folyói: az északi határon a Río Bravo (Rio Grande), a déli határon az Usumacinta, az ország belsejében a Grijalva, a Balsas, a Pánuco és a Yaqui.

### Éghajlat
A Ráktérítő ténylegesen kettéosztja az országot egy mérsékelt és egy trópusi éghajlatú övre. A Ráktérítőtől északra a téli hónapokban érezhetően hidegebb van, délre a hőmérséklet egész évben állandó, csak a tengerszint feletti magassággal változik.
A Ráktérítőtől délre fekvő, 1000 méternél alacsonyabb területeken az évi középhőmérséklet 24 és 28 °C közötti. Egész évben magas a hőmérséklet és csak 5 °C a téli és nyári középhőmérséklet különbsége. Északabbra az alacsonyan fekvő területeken a nyár ugyan a párás, meleg, de az évi középhőmérséklet alacsonyabb (20–24 °C), mert télen hűvösebb van.
A Mexikói-völgyben fekvő nagyvárosok tengerszint feletti magassága meghaladja a 2000 métert. Éghajlatuk egész évben mérsékelt (az éves középhőmérséklet 16-18 °C), éjjel egész évben erősen lehűl a levegő.
Mexikó nagy részén, különösen északon, száraz az éghajlat, szórványos a csapadék. A Nyugati- és Keleti-Sierra Madre hegyláncai között északon zonális sivatagi és száraz szavannai övek alakultak ki. Az országban dél ill. délkelet felé haladva a csapadékmennyiség növekszik, a trópusi alföldeken meghaladja a 2000 mm-t az éves csapadékmennyiség.

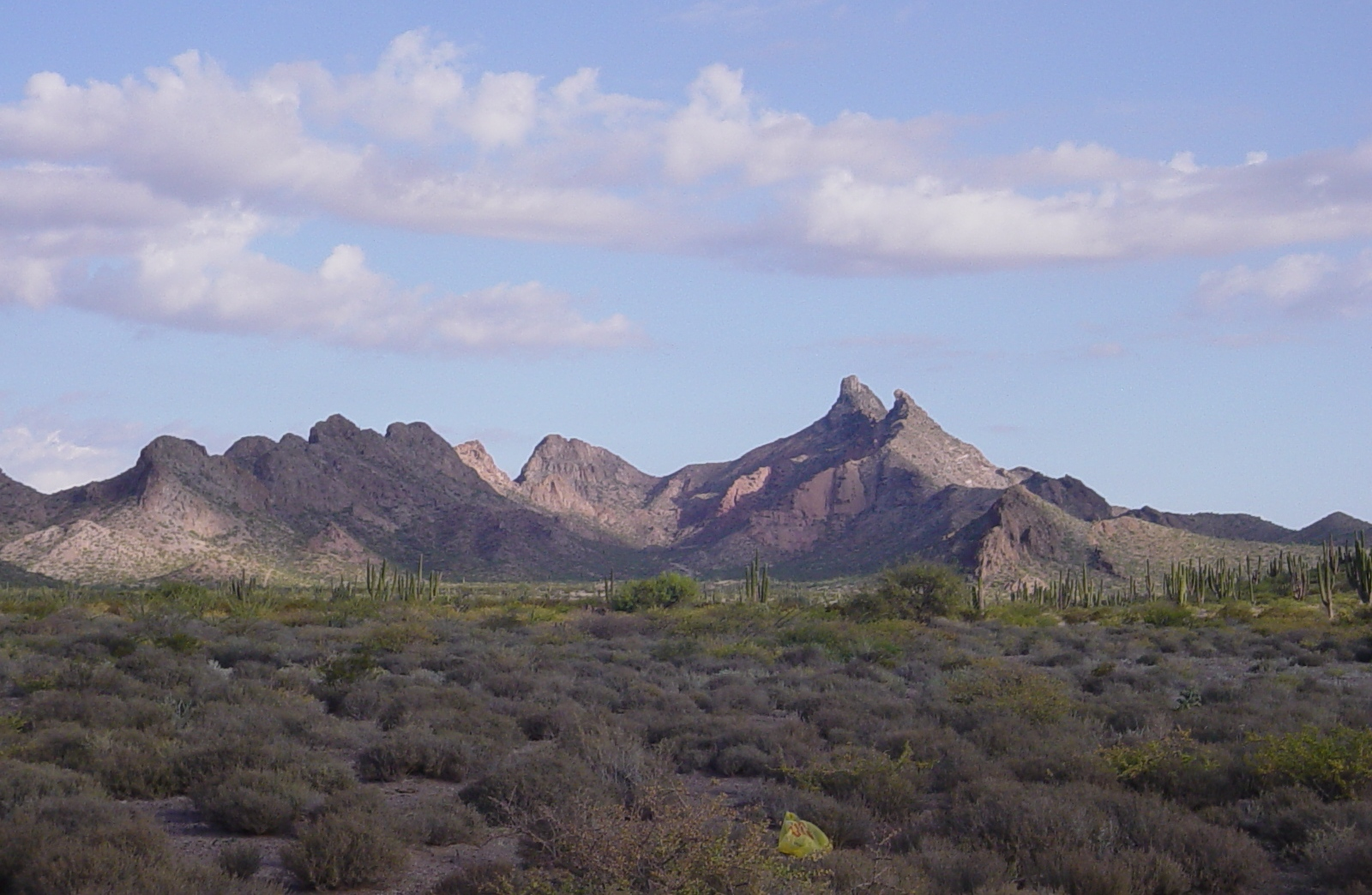
Sivatagos és félsivatagos területek jellemzőek északon
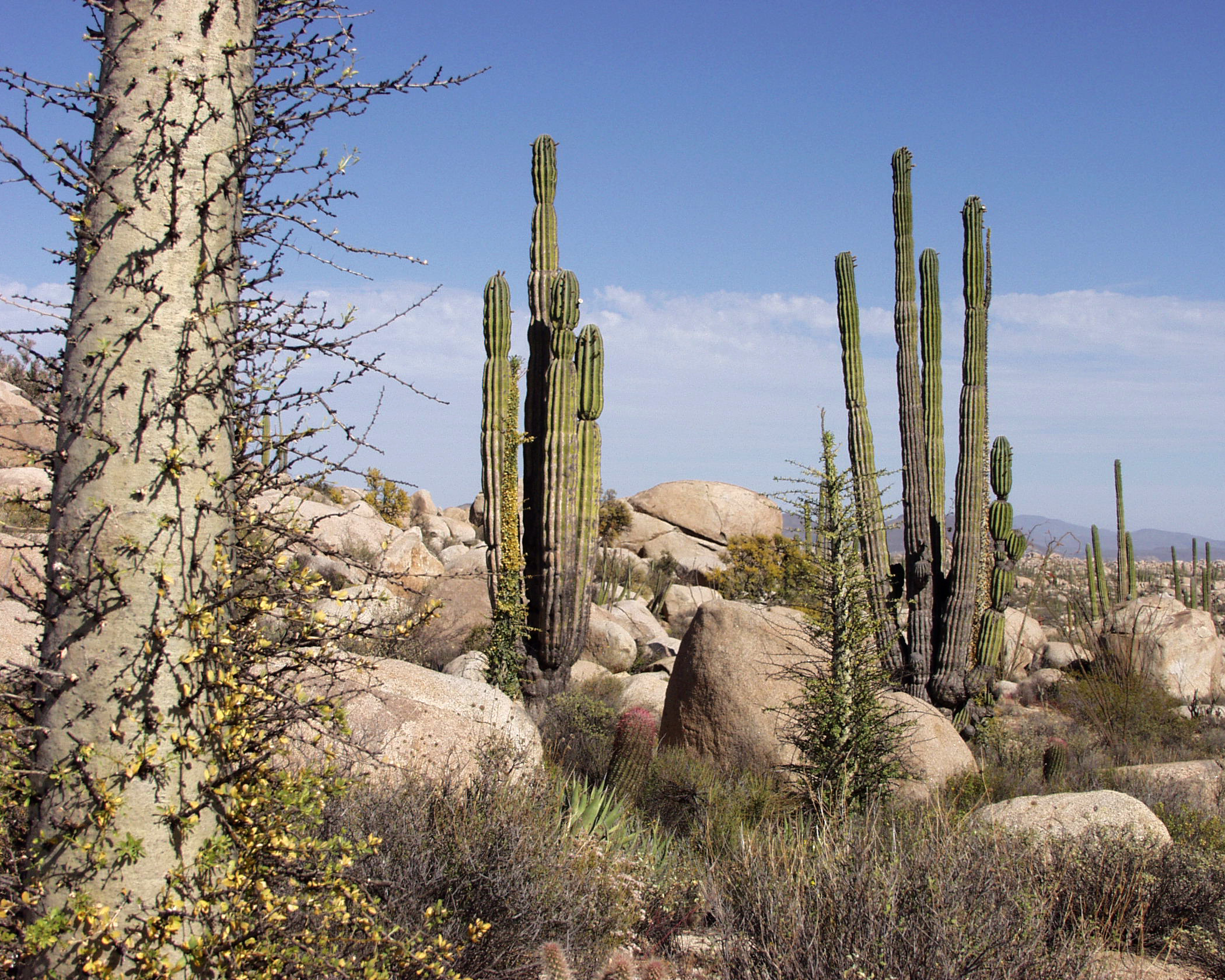
Alsó-Kalifornia félsivataga
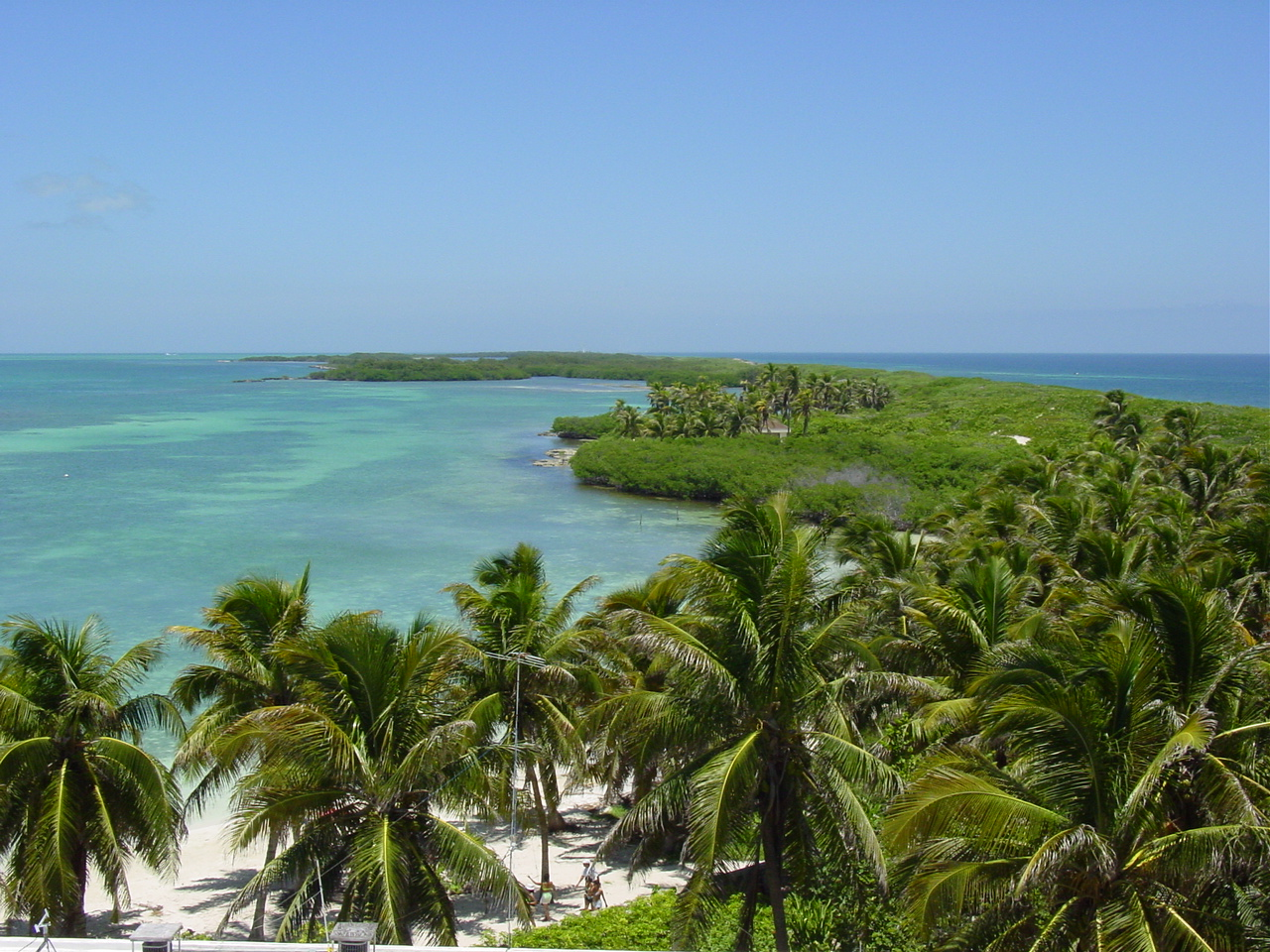
Quintana Roo trópusi tengerpartja délkeleten
Esőerdő, Chiapas

### Élővilág, természetvédelem
Mexikó időjárása és domborzata nagyon változatos; északon préri és homoksivatag, délkeleten trópusi esőerdő található. Területének több mint egyötöde sivatag, félsivatag. Ennek jellegzetes növényei a gömb alakú sünkaktusz, az oszlopkaktuszok, a lapos, levélszerű ízekre tagolt medvetalpkaktusz és az agávék. A csapadékban gazdagabb területeken füves és tüskés bozótos, illetve nedves szavannák vannak. Területének harmadát borítják erdők. A Yucatán-félsziget és a Keleti-Sierra Madre keleti lejtőin trópusi esőerdők, Mexikó keleti részén örökzöld tölgyfajok, magnóliafélék alkotta szubtrópusi erdők élnek. Jellegzetes trópusi és szubtrópusi fái: mahagóni, vanília, gumifa, rágógumifa (Sapotaceae) , liliomfa, jakarandafa. Északon, a csapadékosabb tájakon megtalálható a tölgy, a kőris, a dió, a mamutfenyő, a ciprus. A Kordillerák hegyein az erdők a magassági zónáknak megfelelően alakulnak. A Mexikói-öböl partvidékét sok helyen mangrovemocsarak kísérik. A csapadékban gazdag mocsaras síkságokon mocsárciprus alkot erdőket. 
Az országból származik a kukorica, a dohány, a paprika, a paradicsom, a kakaó és a bab. 
A mexikói jogszabályok mintegy 25 000 állat- és növényfajt védenek.
A ragadozó állatokat az északi eredetű coyote, a szürke farkas, a virginiai róka, a macskafélékhez tartozó puma, jaguár, ocelot, vörös hiúz képviseli; a mosómedveféléket a közönséges mosómedve, a törpe mosómedve, a fehérorrú ormányosmedve. Előfordulnak a Dél-Amerikában bennszülött vendégízületesek, pl. a kilencöves tatu, a törpehangyász, a mexikói dolmányoshangyász. 
Két őshonos mexikói kutyafajta van: csivava, xoloitzcuintle.

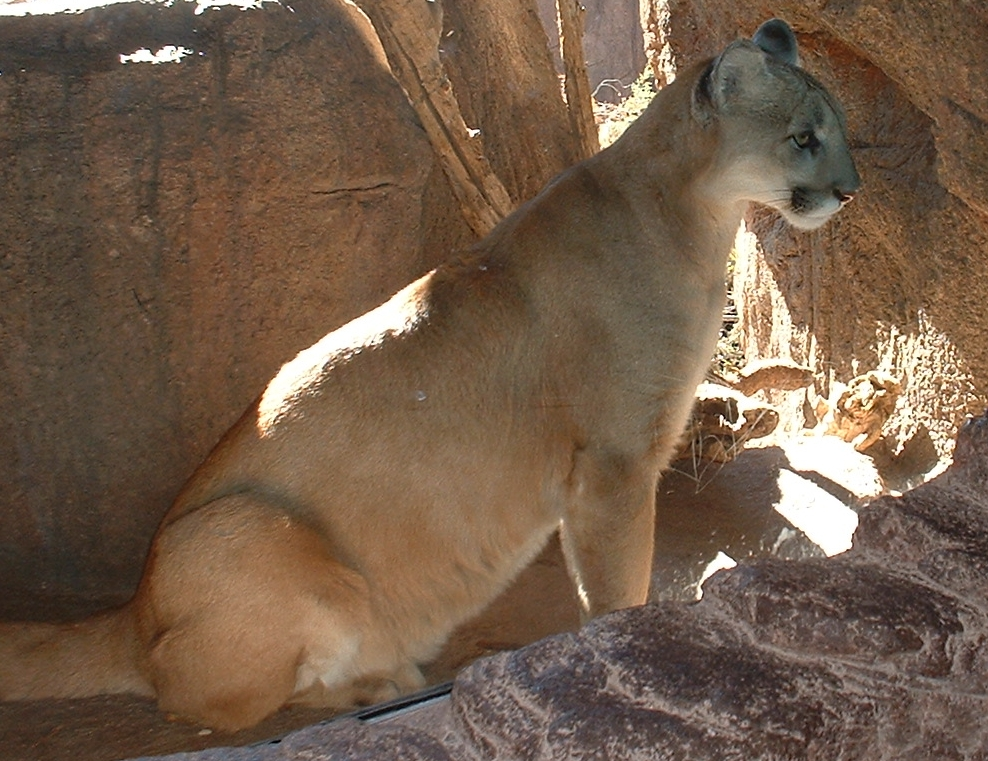
Puma
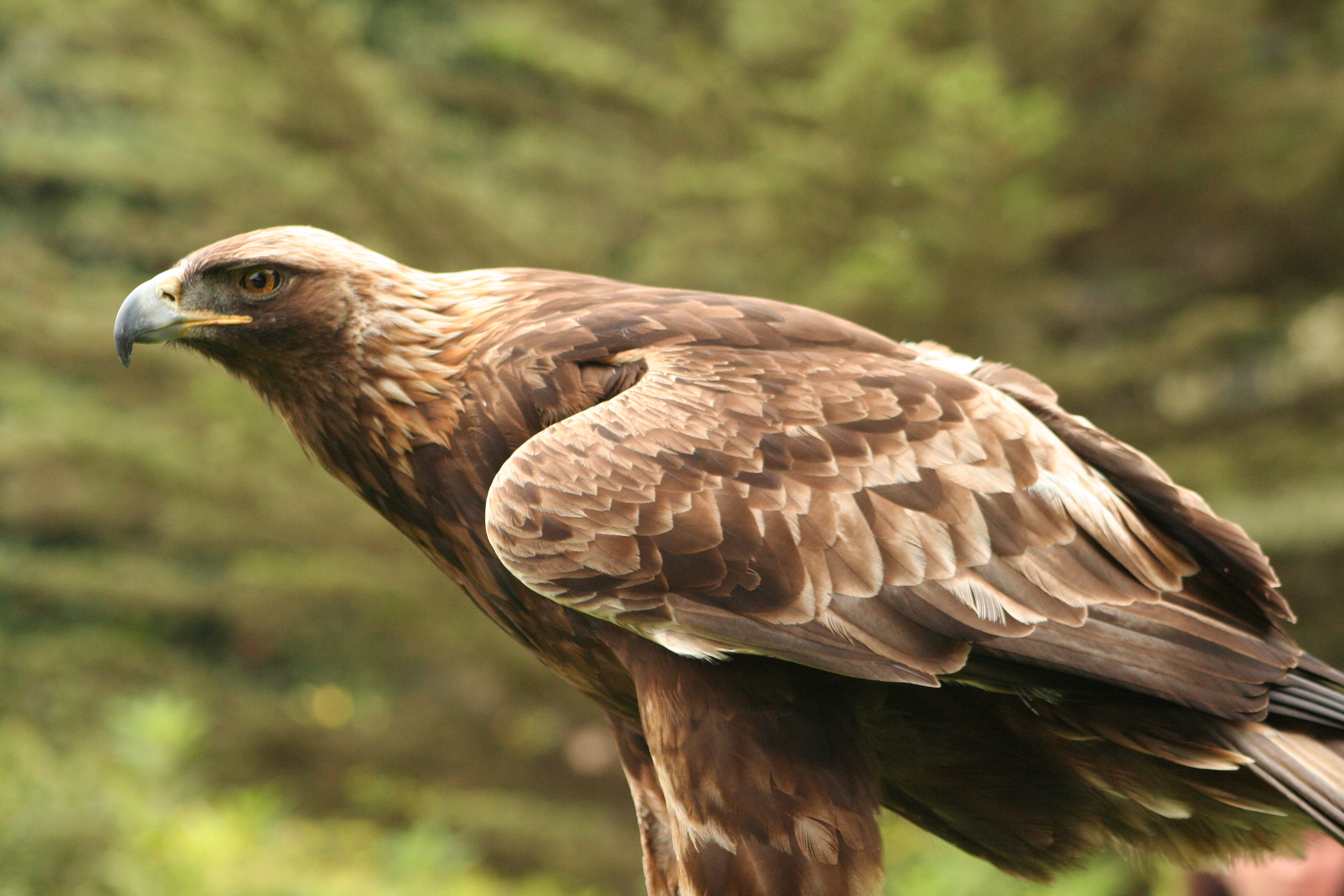
Szirti sas
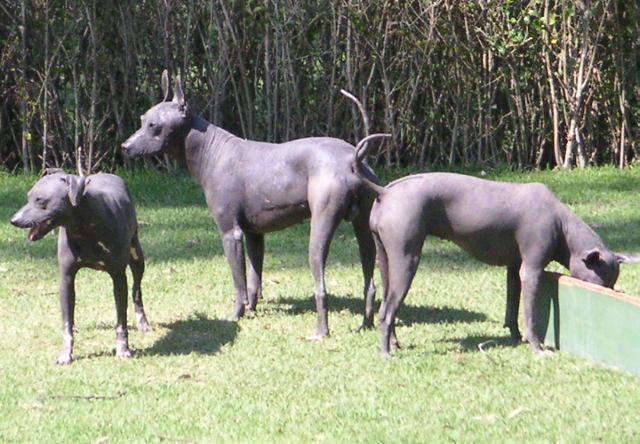
Meztelen kutya
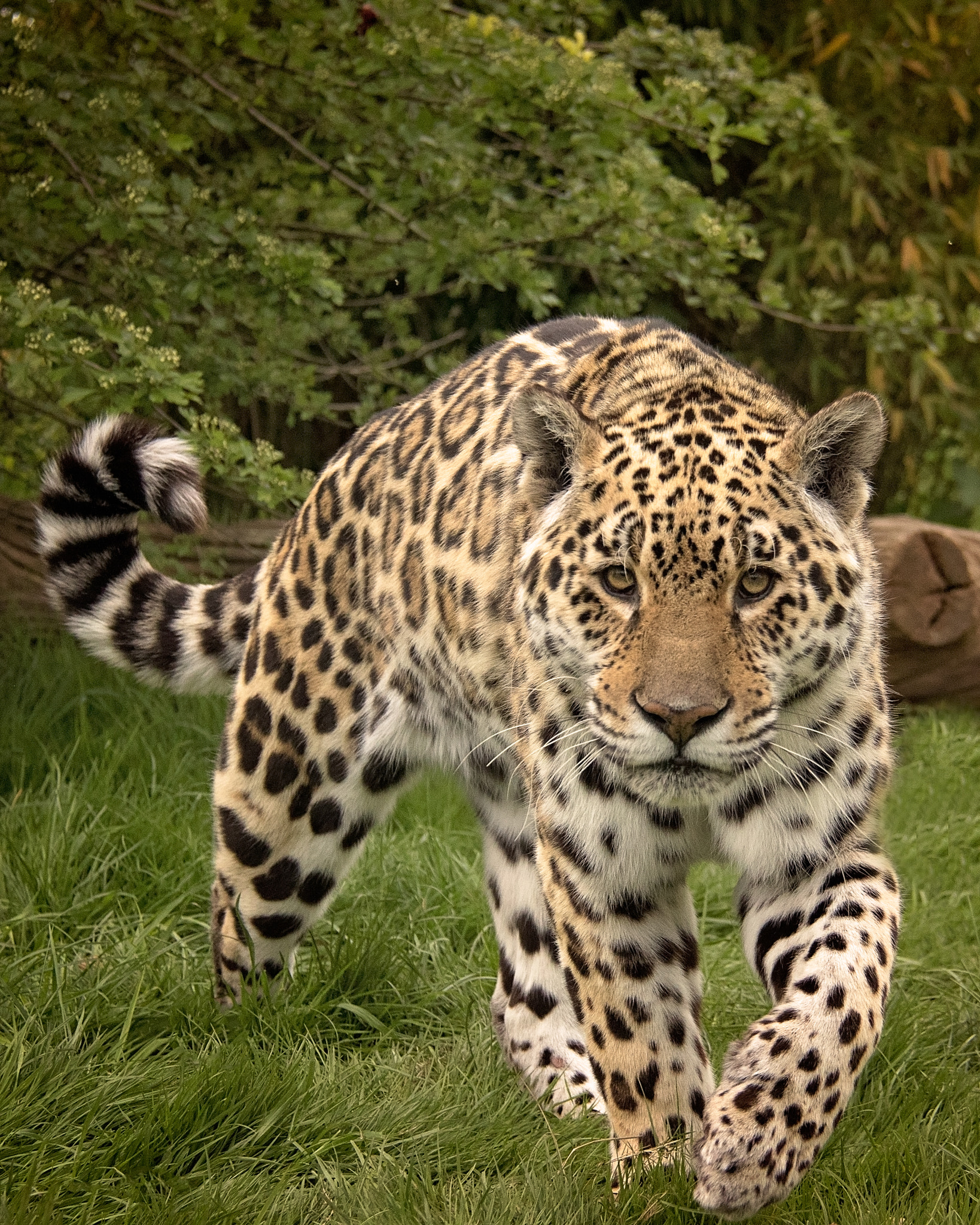
Jaguár
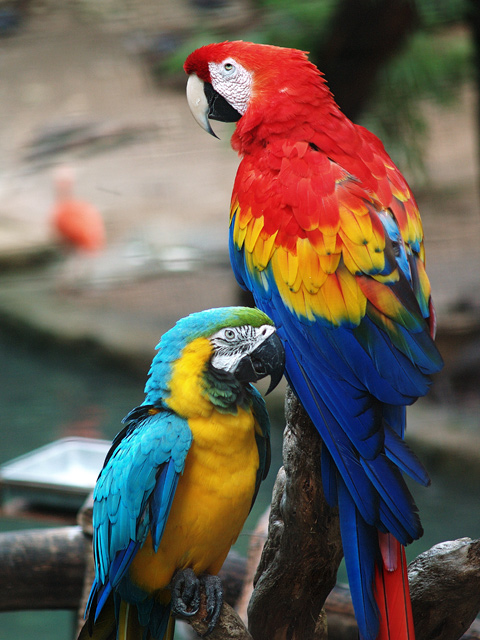
Arakanga
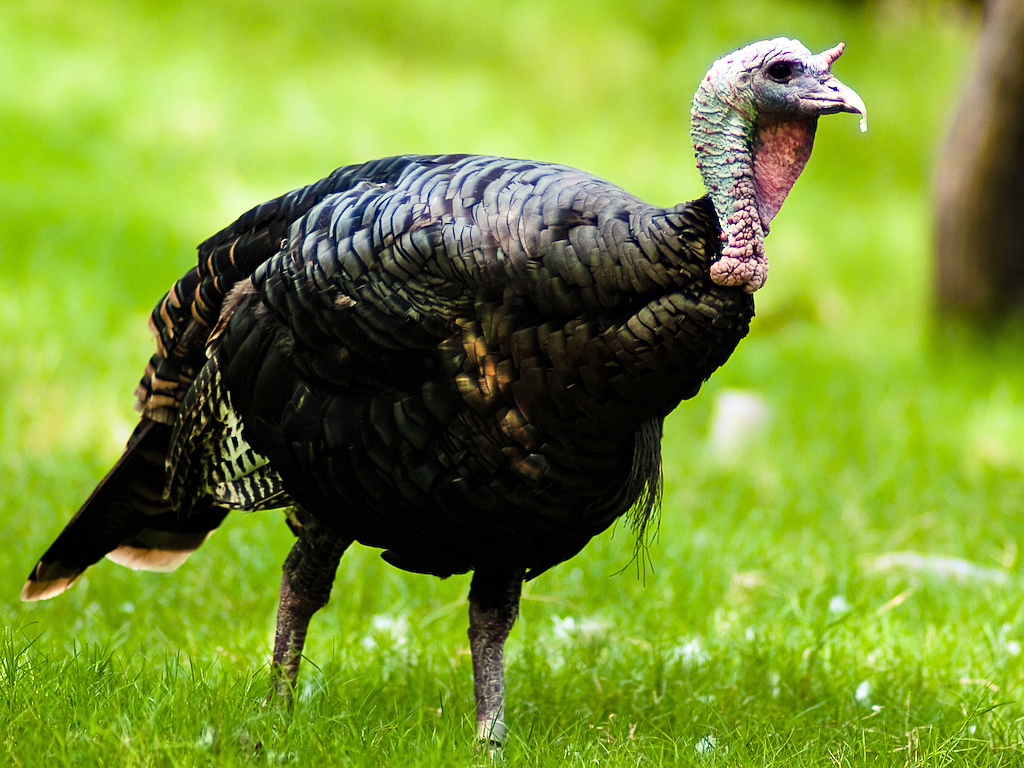
Vadpulyka
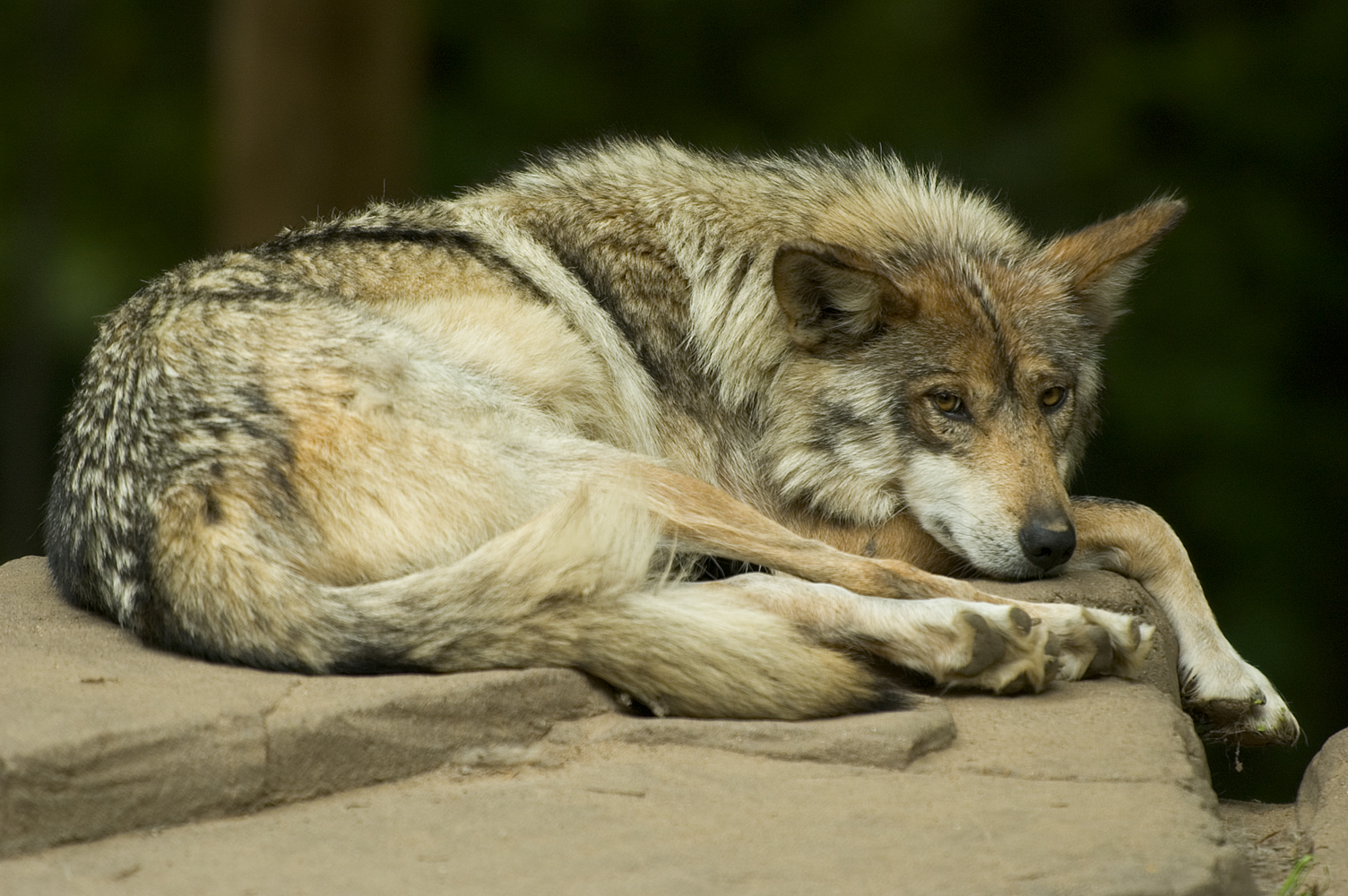
Mexikói farkas
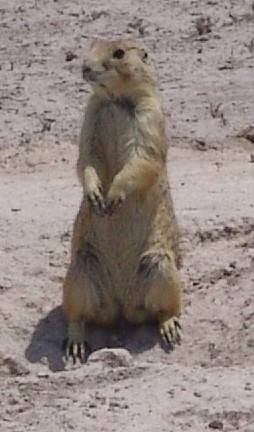
Prérikutya
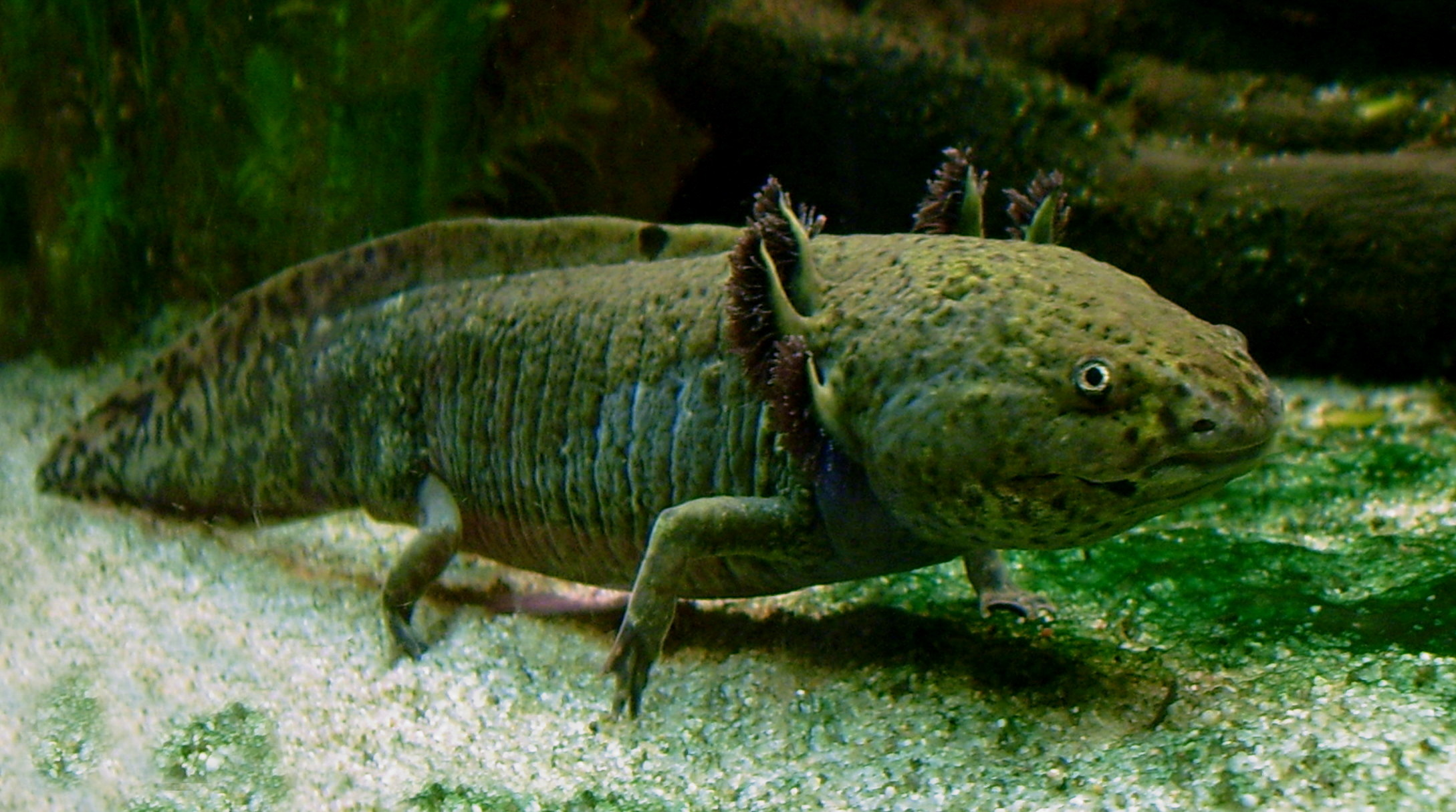
Mexikói axolotl
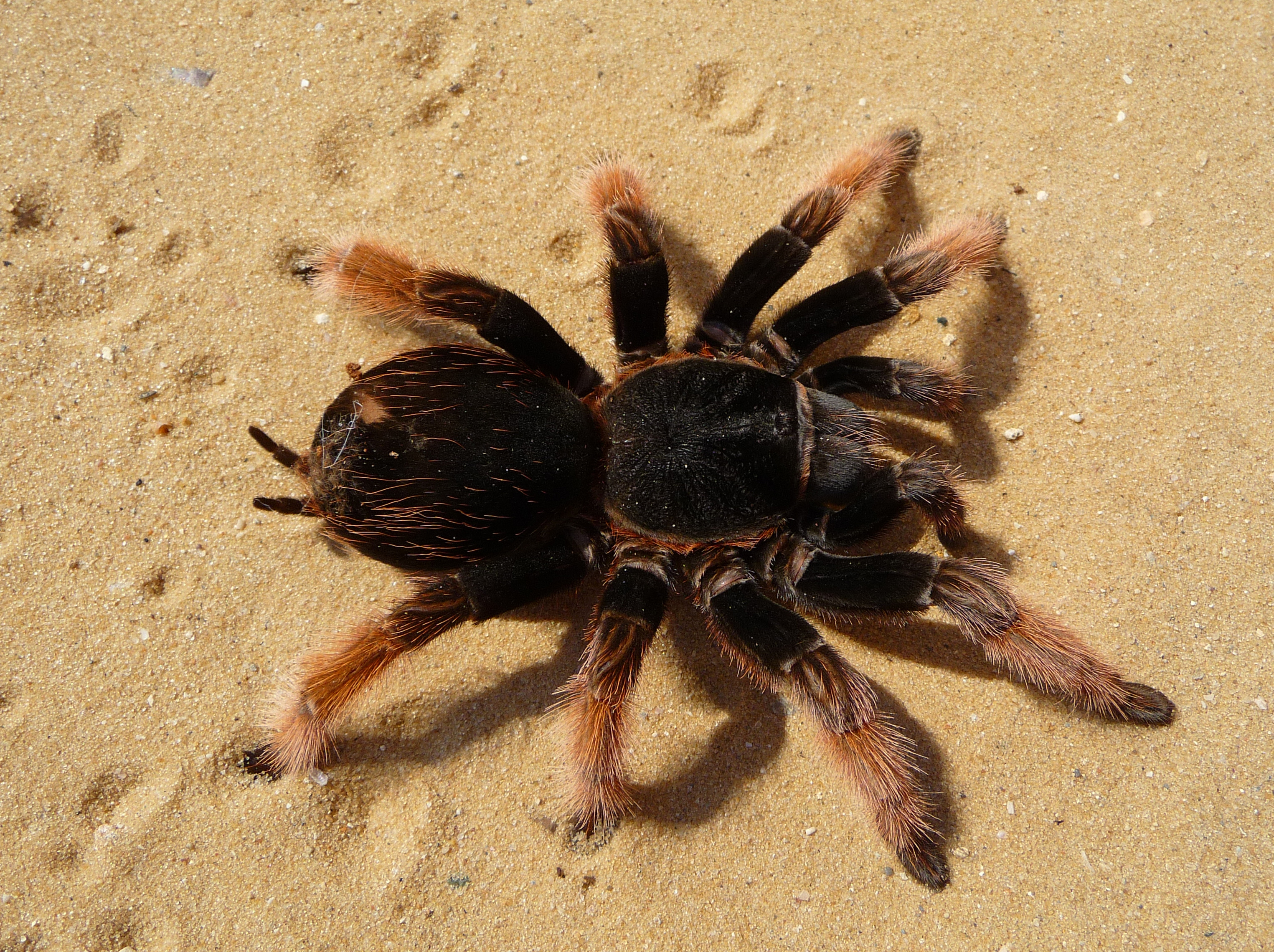
Mexikói rózsaszín madárpók
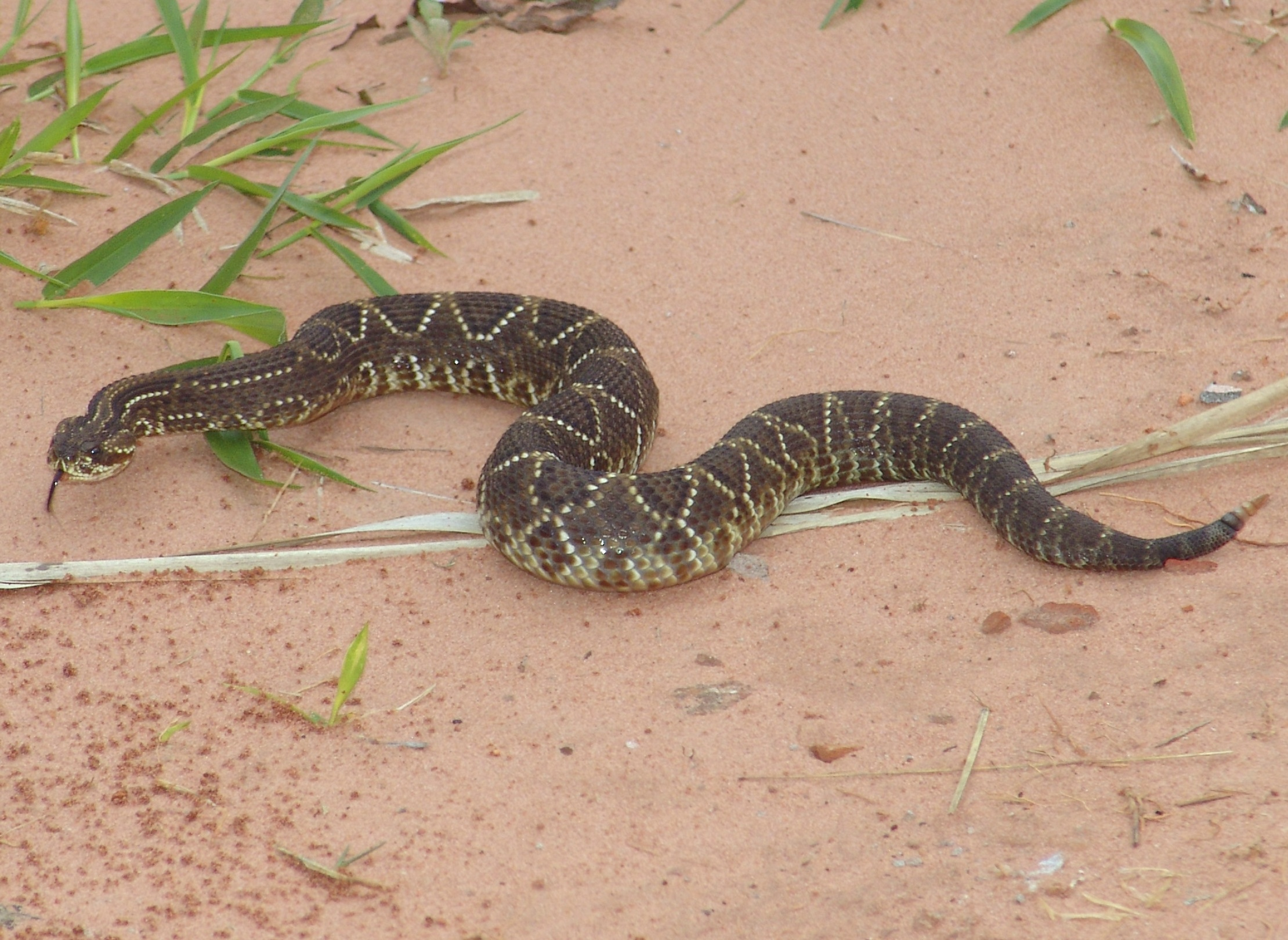
Borzasztó csörgőkígyó
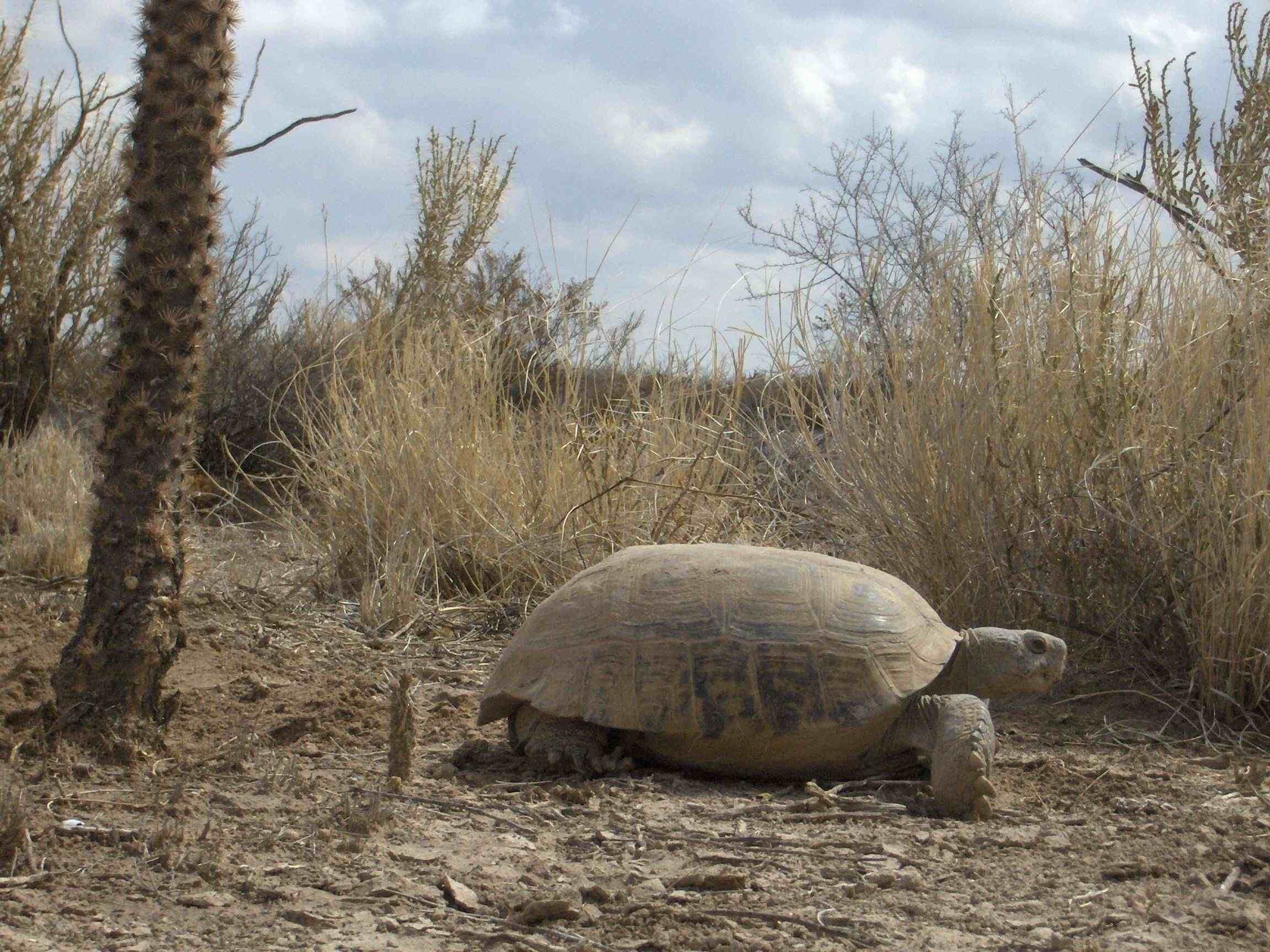
Üregteknős
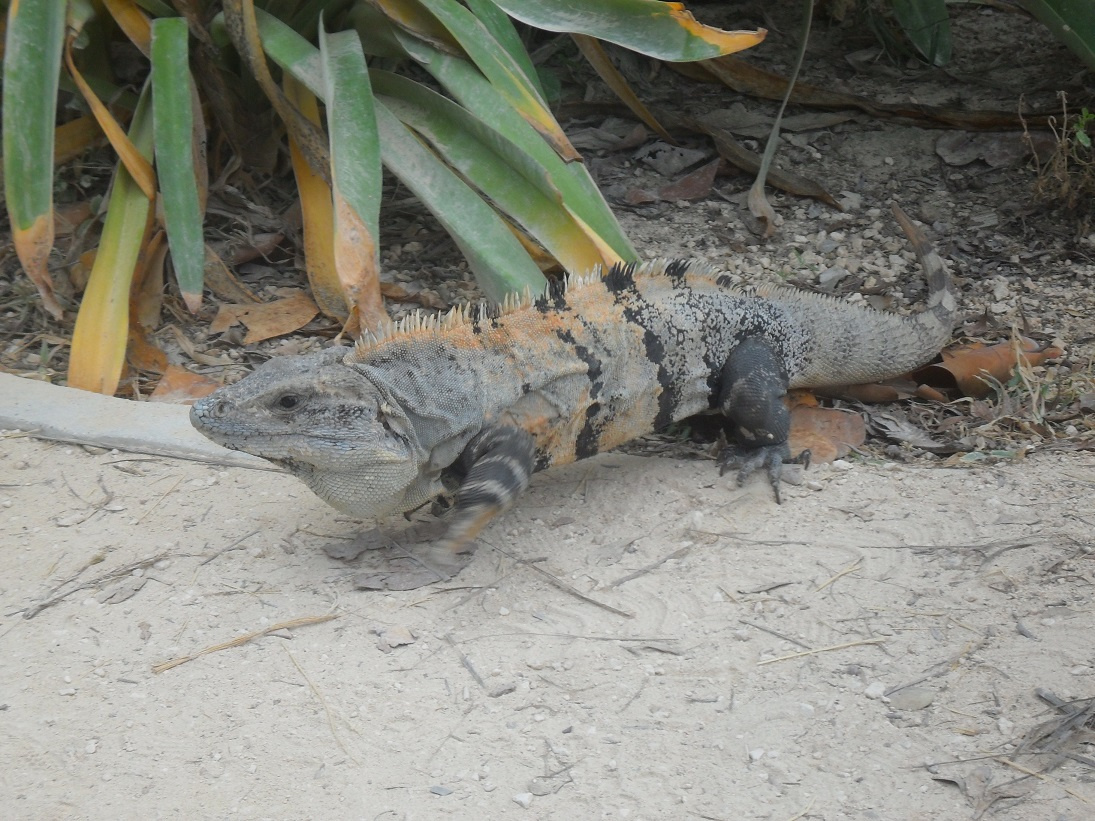
Leguán
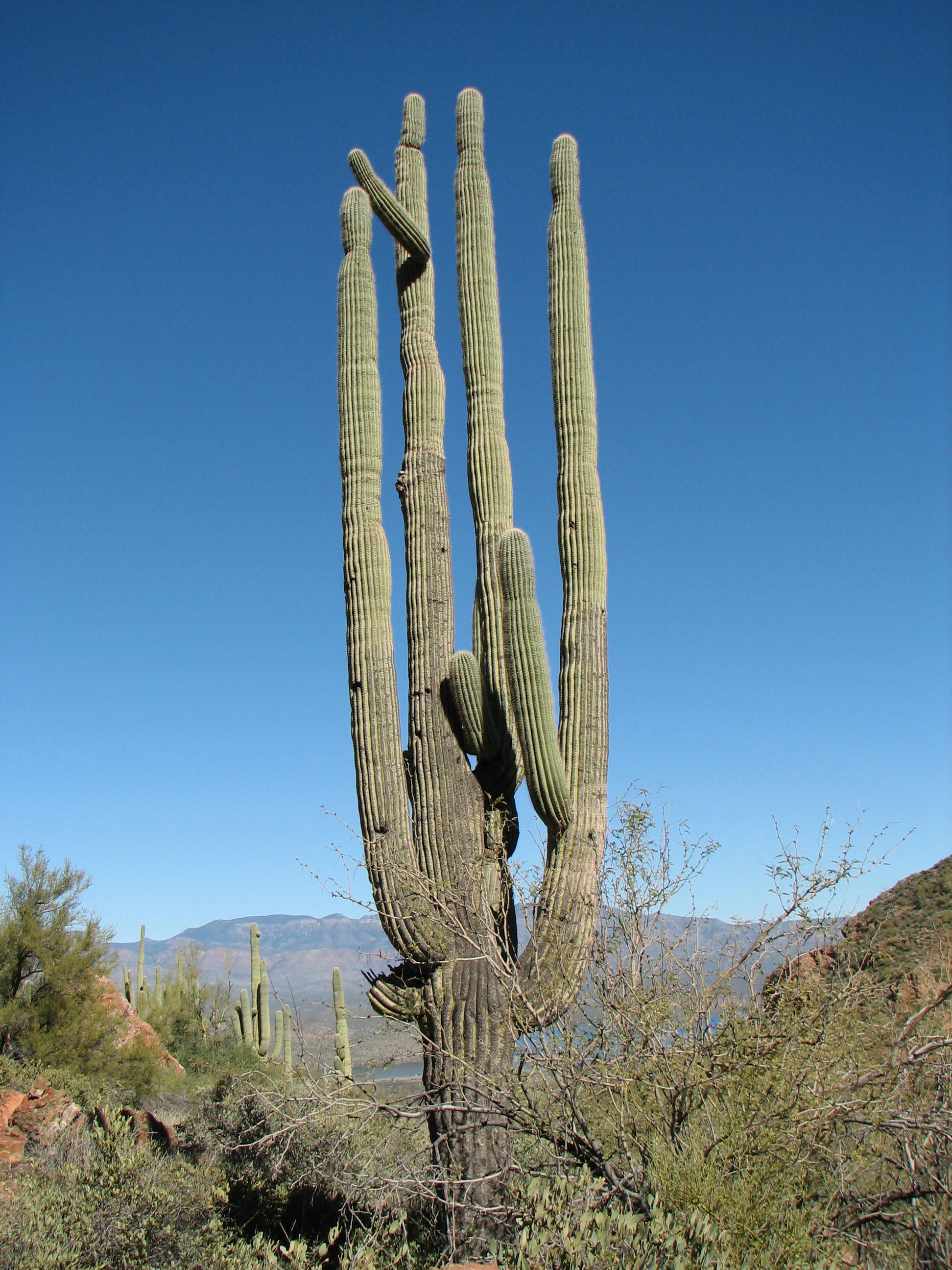
Saguaro
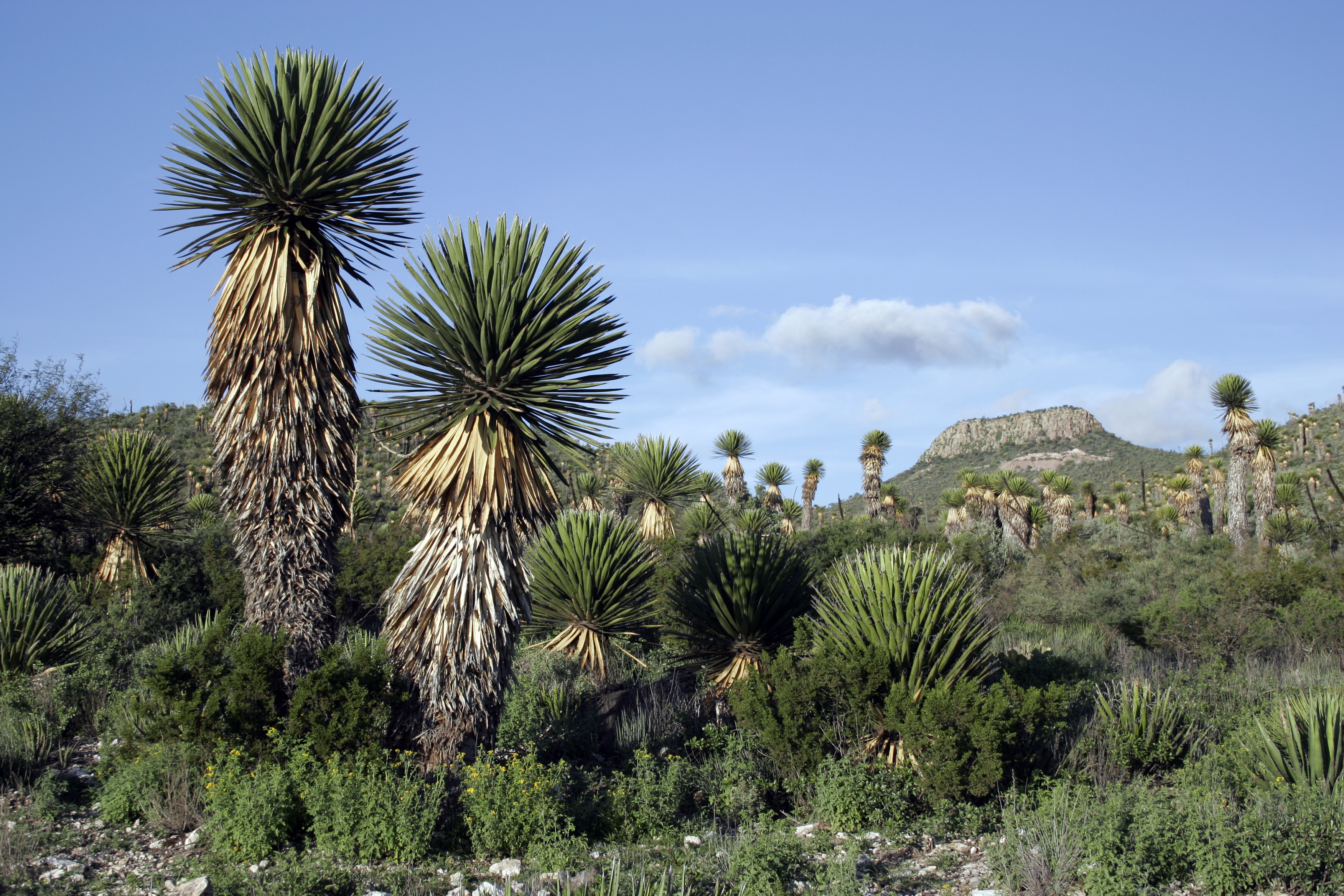
Pálmaliliom
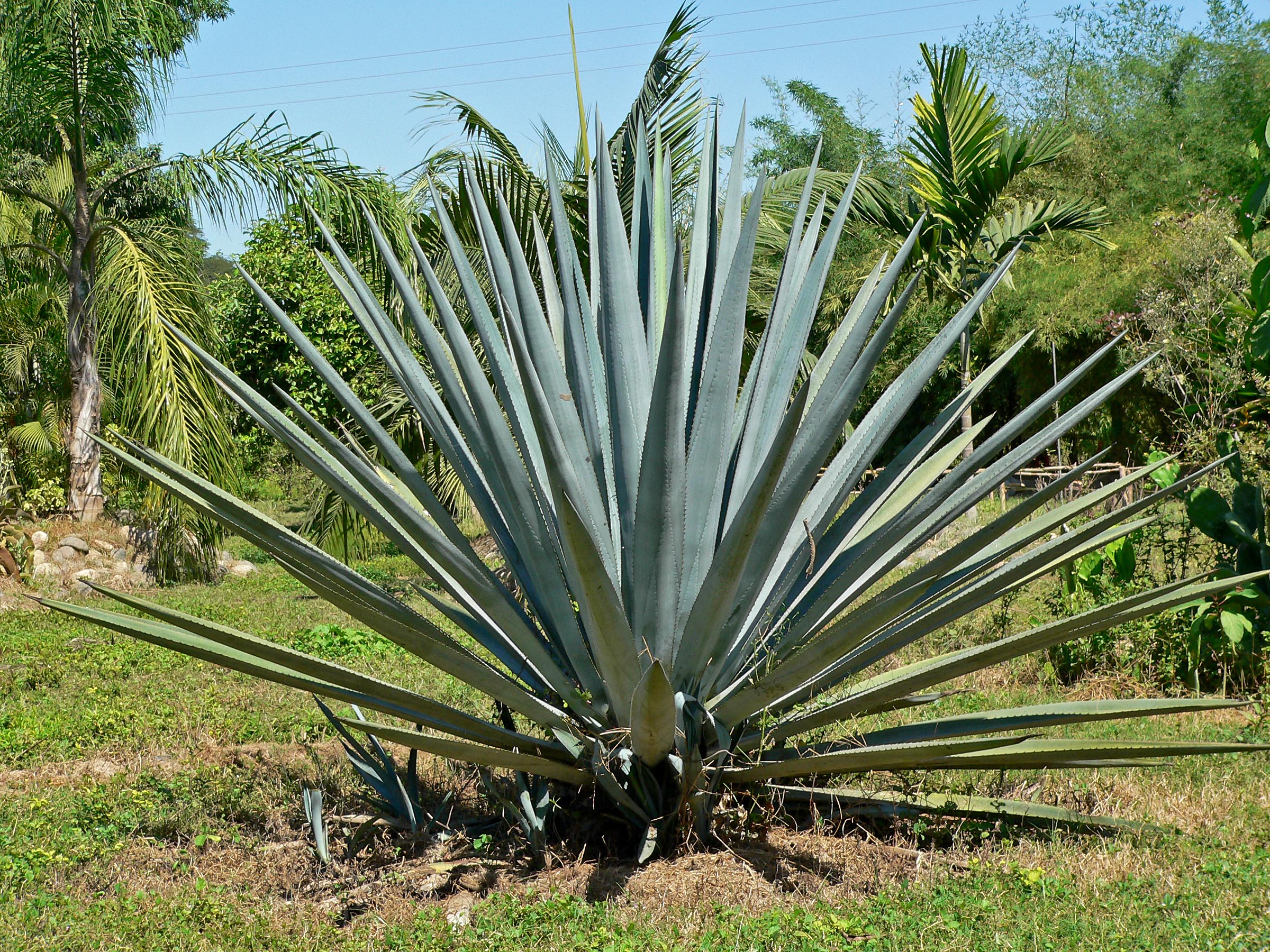
Kék agávé
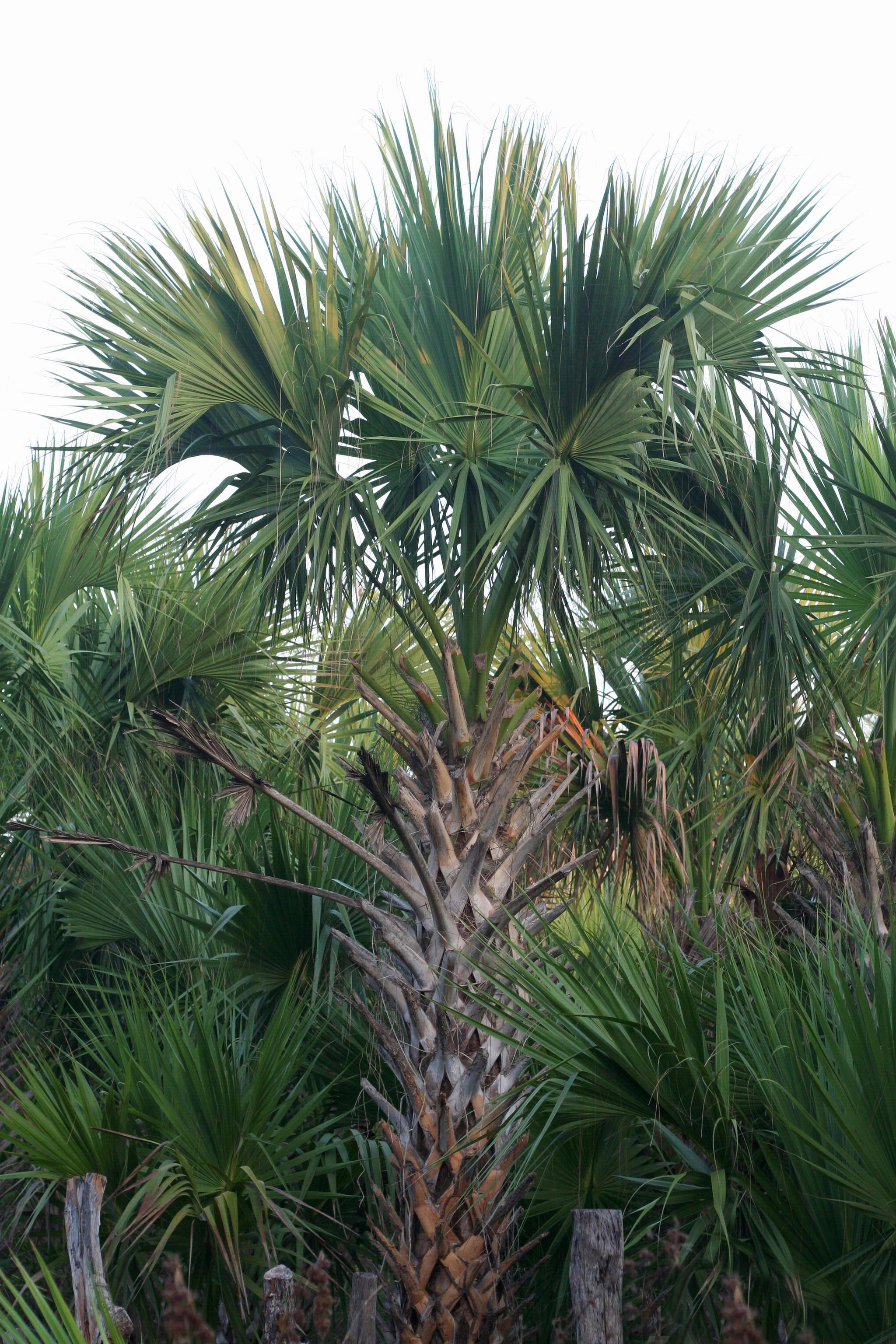
Mexikói szabalpálma
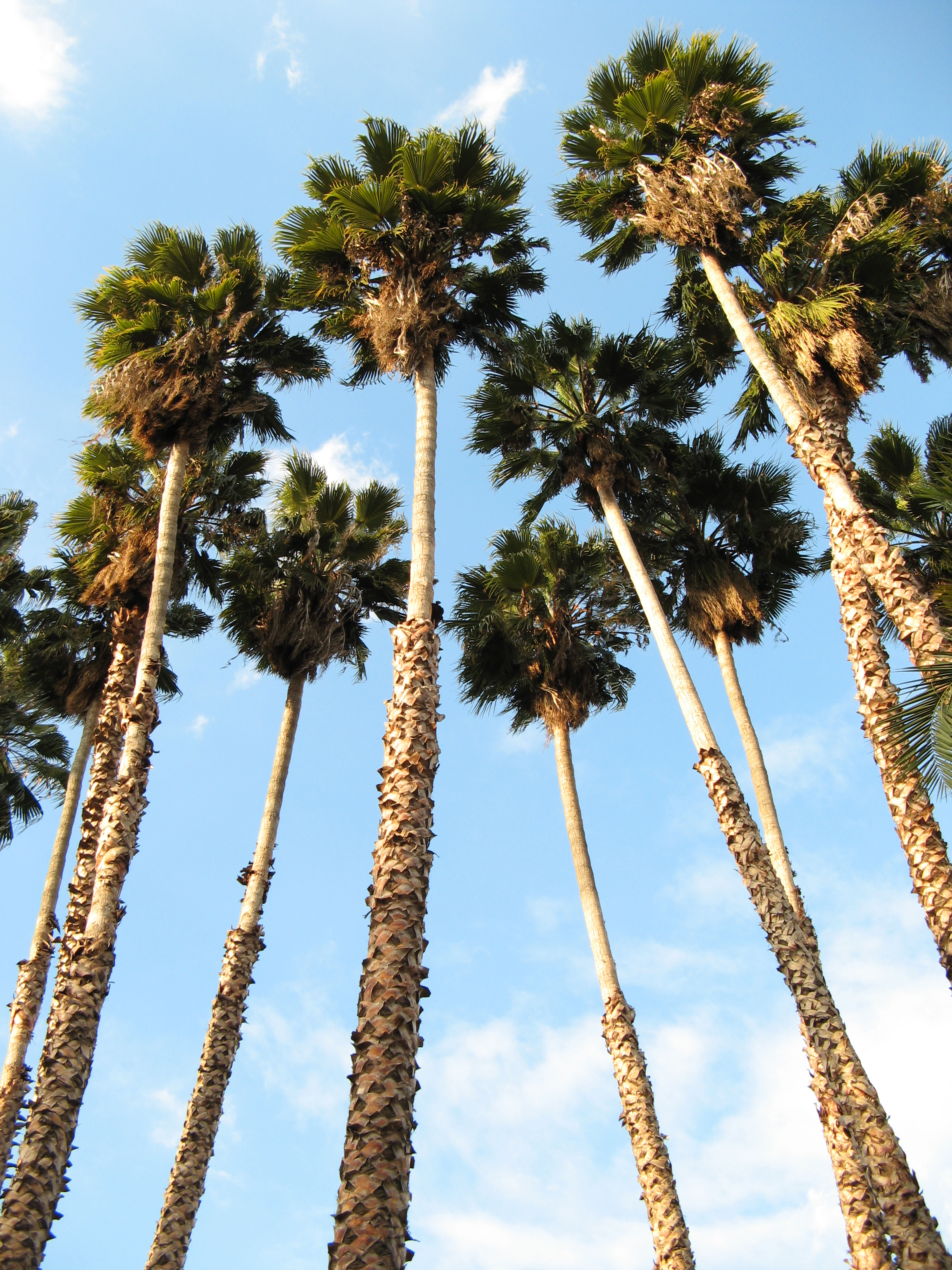
Mexikói Washington-pálma
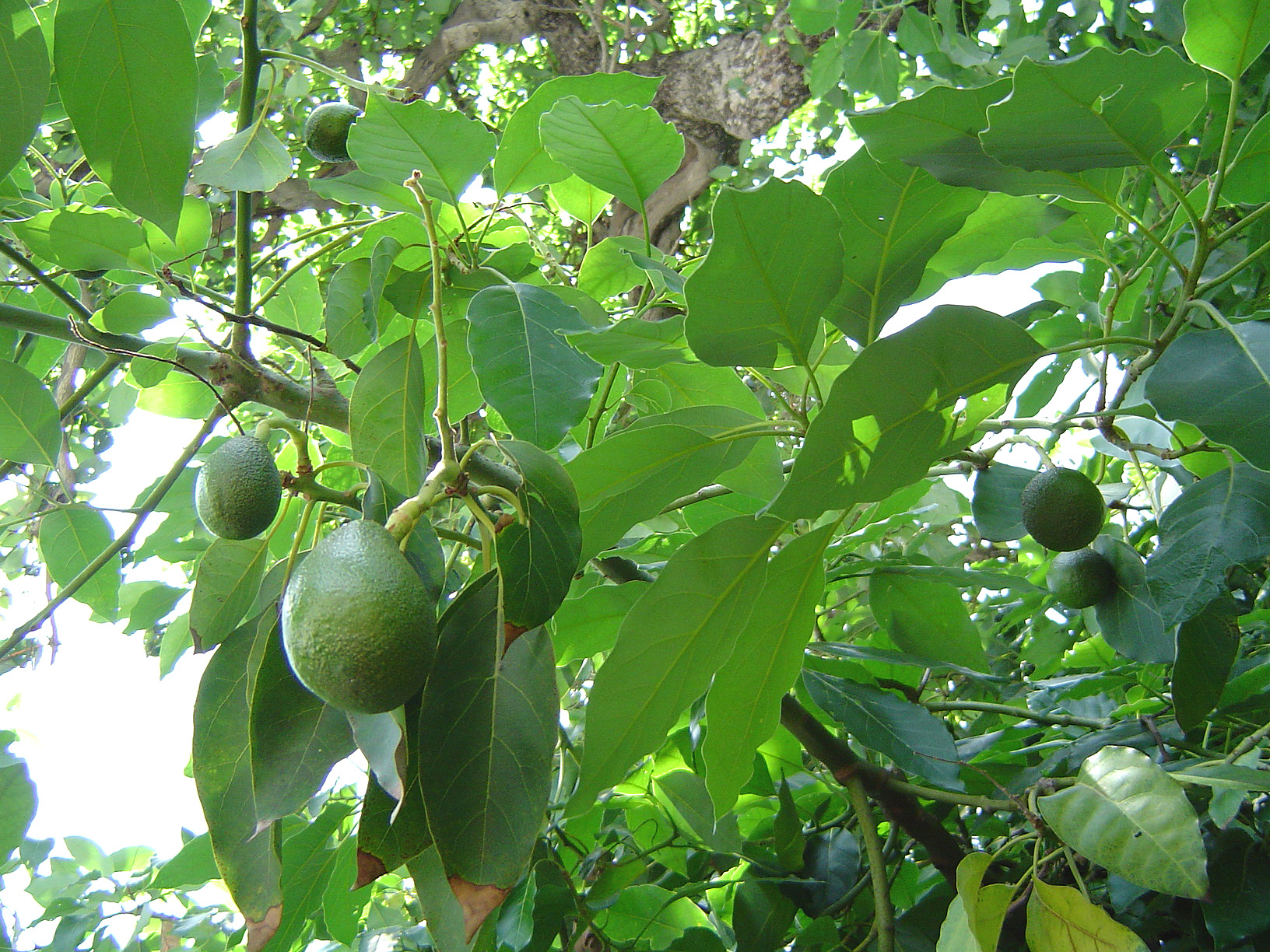
Avokádó

| Képgaléria az élővilágról (nyitható rész) >>>>>> |
| --- |
| - Puma - Szirti sas - Meztelen kutya - Jaguár - Arakanga - Vadpulyka - Mexikói farkas - Prérikutya - Mexikói axolotl - Mexikói rózsaszín madárpók - Borzasztó csörgőkígyó - Üregteknős - Leguán - Saguaro - Pálmaliliom - Kék agávé - Mexikói szabalpálma - Mexikói Washington-pálma - Avokádó |

#### Nemzeti parkjai
Mexikóban 170 000 km² a védett természeti területek kiterjedése. Ezek közé tartozik 34 bioszféra rezervátum, 66 nemzeti park, 4 természeti emlék (esztétikai, tudományos vagy történelmi okból védett terület), 26 terület védett növény- és állatvilággal, 4 olyan terület, amely a természeti erőforrások védelme érdekében védett (a talaj megőrzése, vízbázis, erdők), és 17 vadrezervátum.

#### Természeti világörökségei

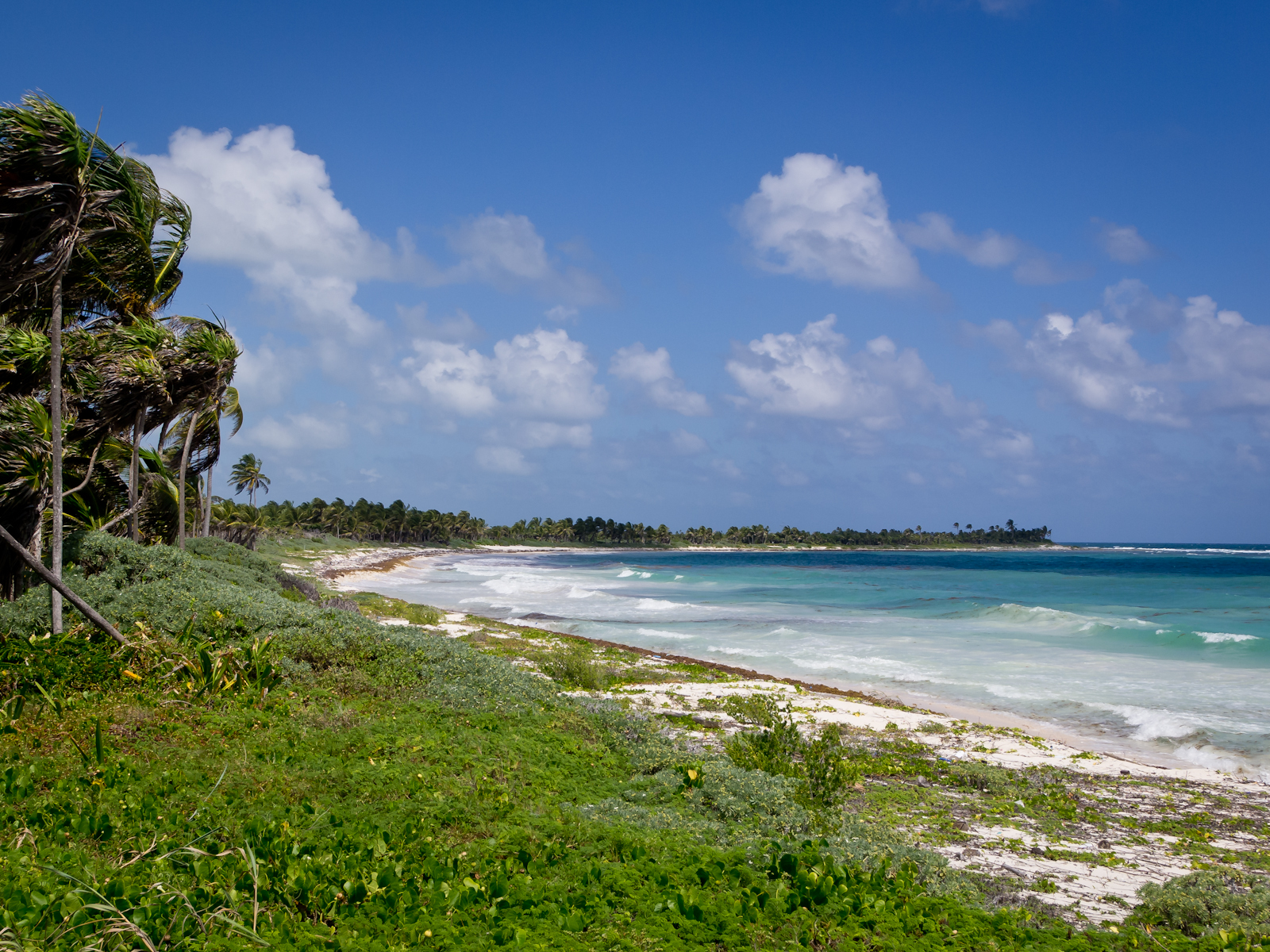
A Sian Ka'an Bioszféra-rezervátum egy része

- Sian Ka’an Bioszféra-rezervátum a Yucatán-félszigeten;
- El Vizcaíno bálnavédelmi körzete;
- A Kaliforniai-öböl szigetei és védett területei
- Mariposa Monarca Bioszféra-rezervátum. Az 56 000 hektáros rezervátumot a királylepkék telelőhelyének védelme érdekében hozták létre.
- El Pinacate és Altar-sivatag Bioszféra-rezervátum
- Revillagigedo-szigetek

## Történelem

### Őstörténet
Közel 3000 éven át Mexikó területén fejlett kultúrák alakultak ki, így az olmékok, a toltékok, a maja népek és az aztékok civilizációi. Az Olmék Birodalom az i. e. 13. századtól, a Maja Birodalom a 4. századtól a 10. századig, míg az Azték Birodalom a 12. századtól 1521-ig állt fenn. Más bennszülött mexikói társadalmakkal ellentétben ezek a civilizációk kiterjesztették politikai és kulturális hatókörüket Mexikó határain túl is.
Az európaiak érkezése előtti mezo-amerikai történelmet prehispán vagy prekolumbiánus korszaknak nevezik.
Az újkor elején az aztékok voltak a domináns népek a mai ország területén.
Ekkor az aztékok fővárosa, Tenocstitlan, a mai Mexikóváros helyén a világ egyik legnagyobb városa volt, becsült lakosságát 200–300 ezer fő közé teszik.

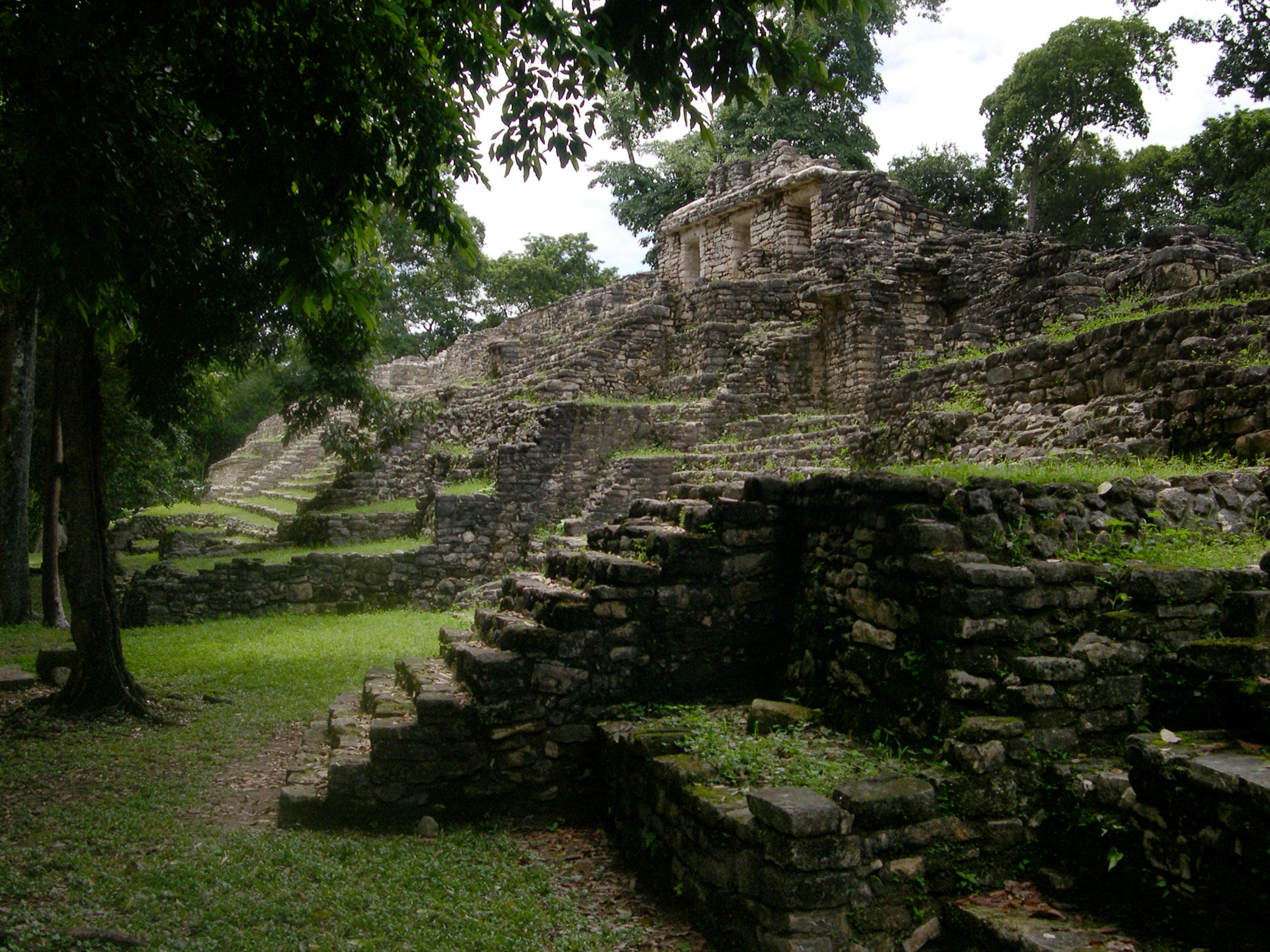
Maja piramis Yaxchilanban, Chiapas államban
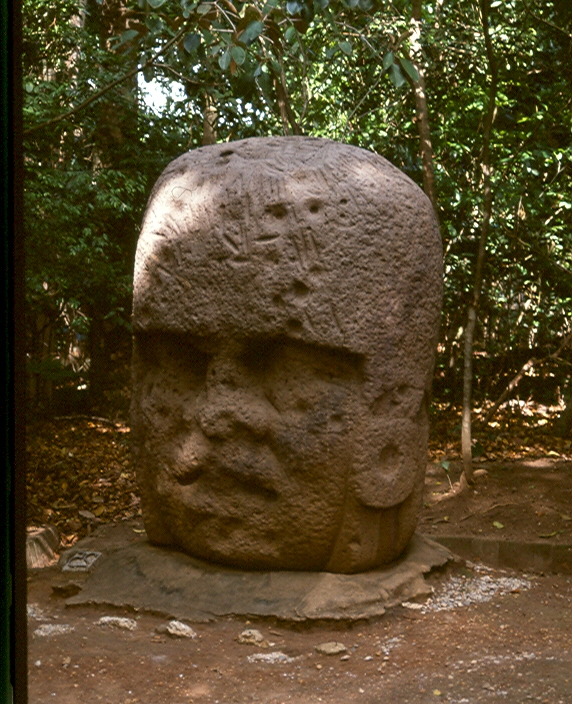
Az olmék civilizáció egy maradványa
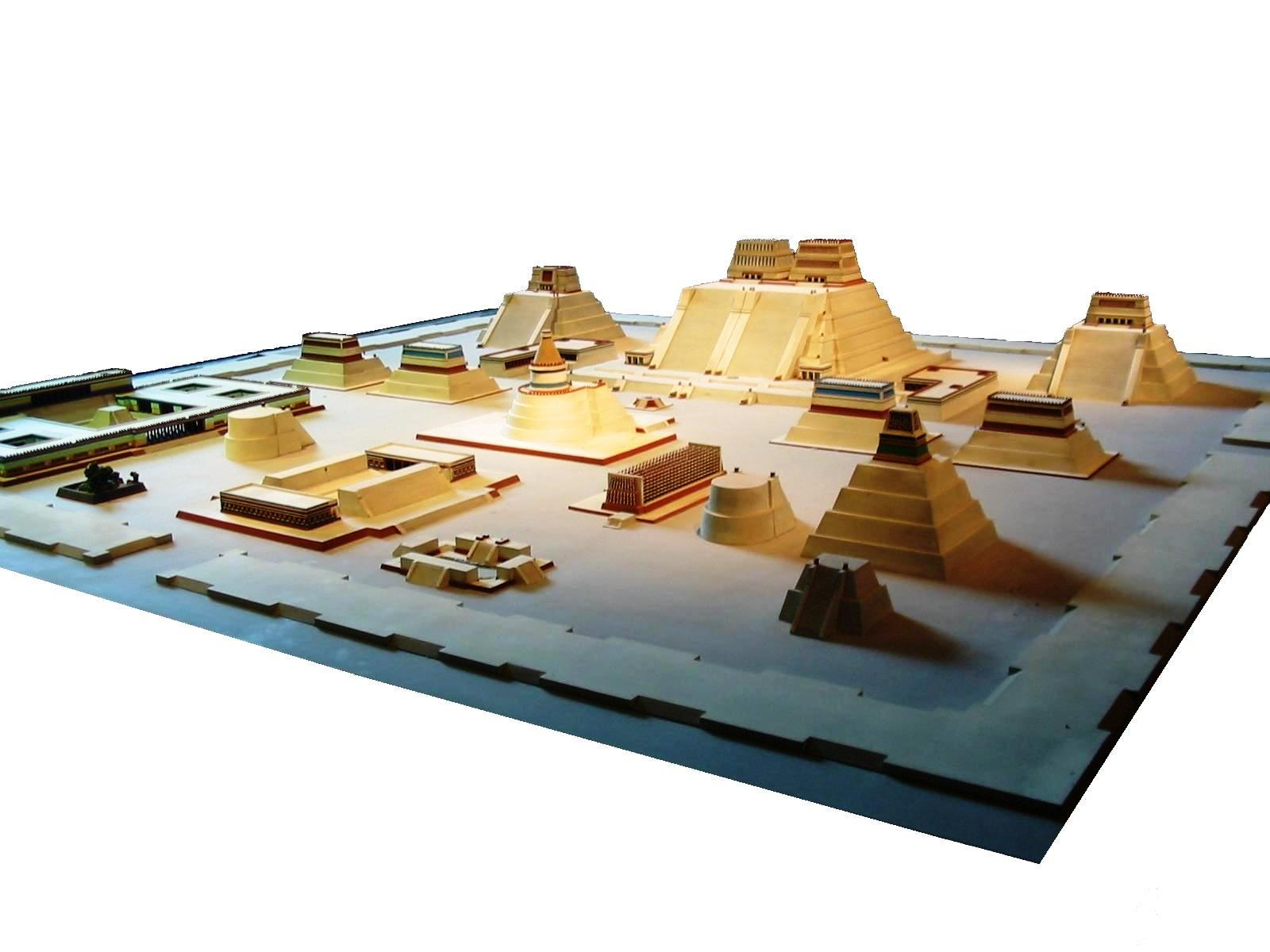
Tenocstitlan templomkörzetének modellje
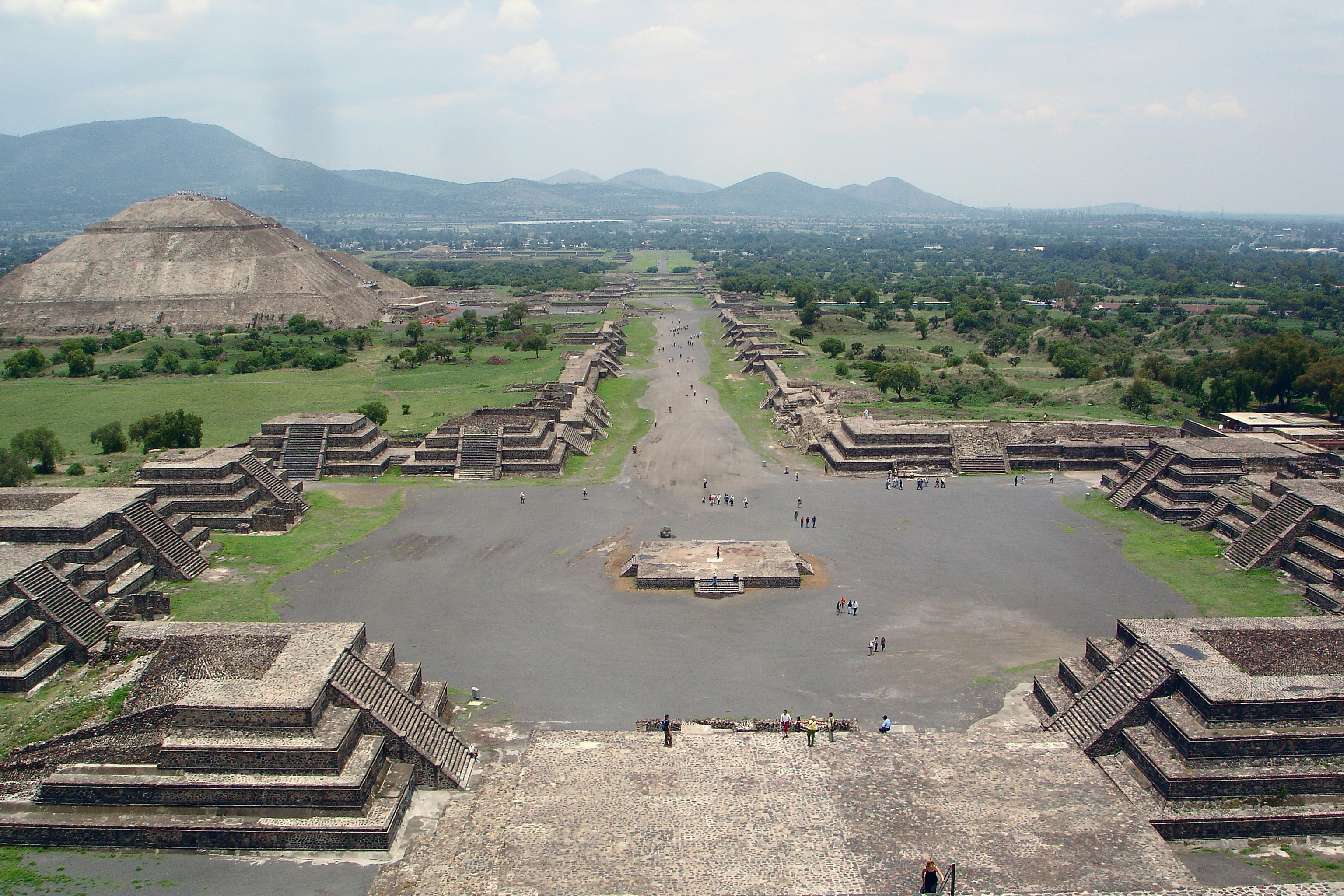
Teotihuacan
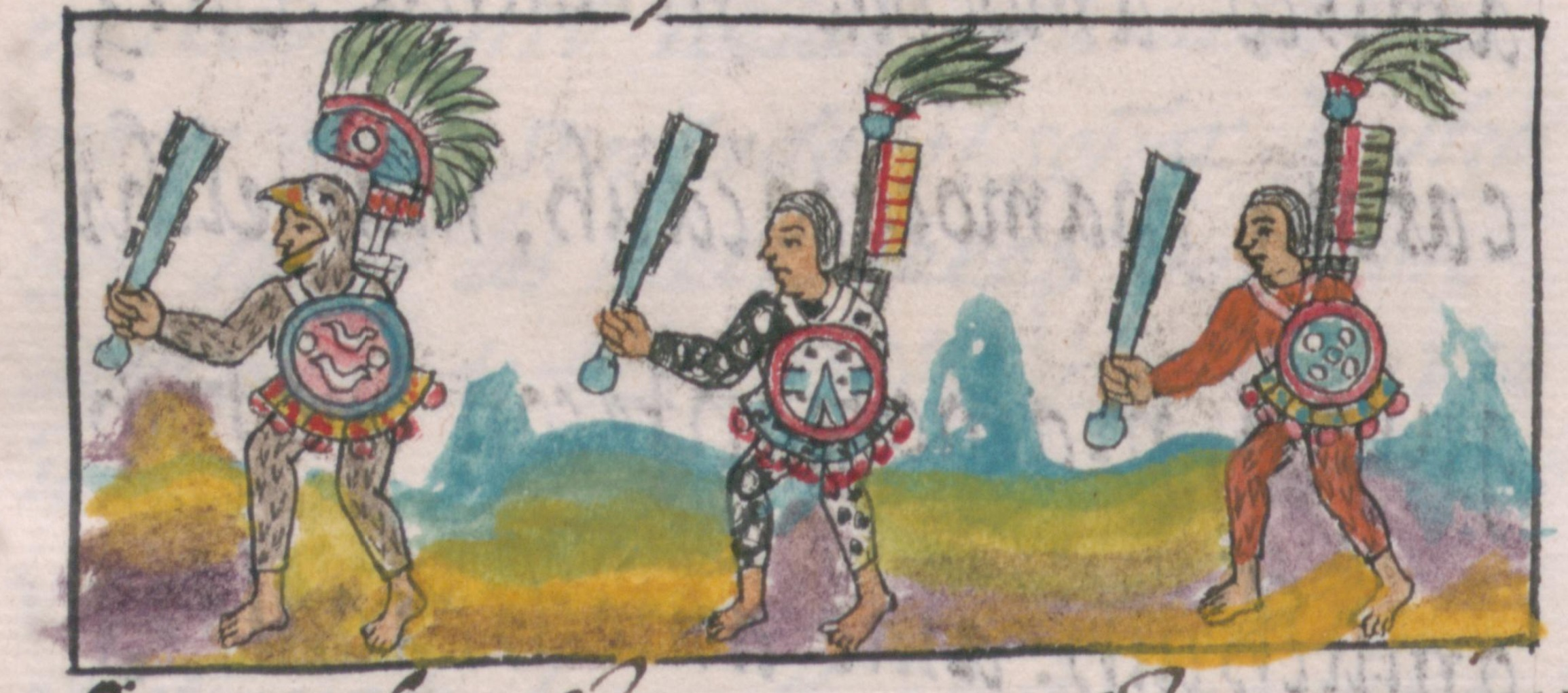
Azték harcosok ábrázolása
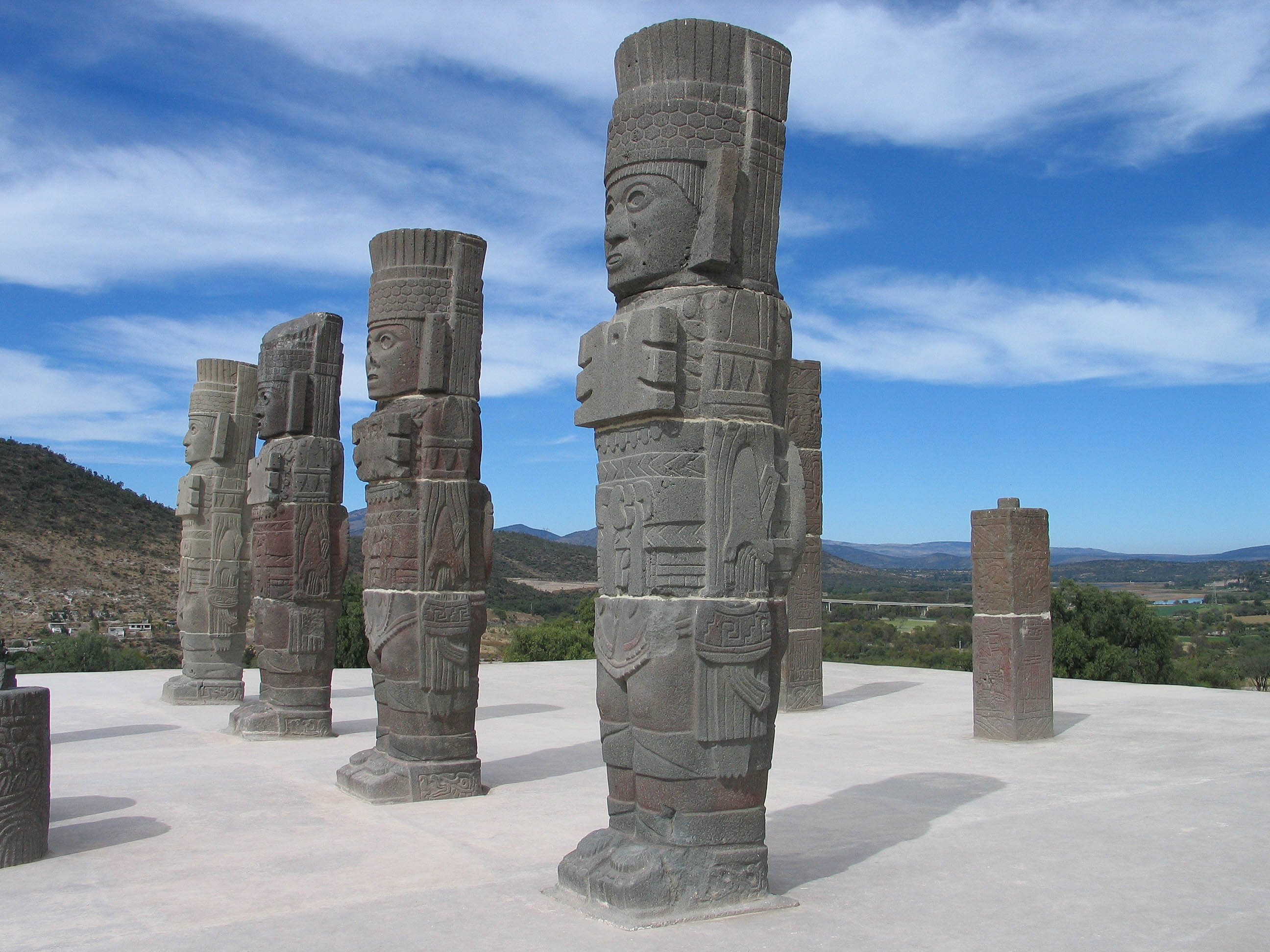
Tolték harcosokat ábrázoló oszlopok
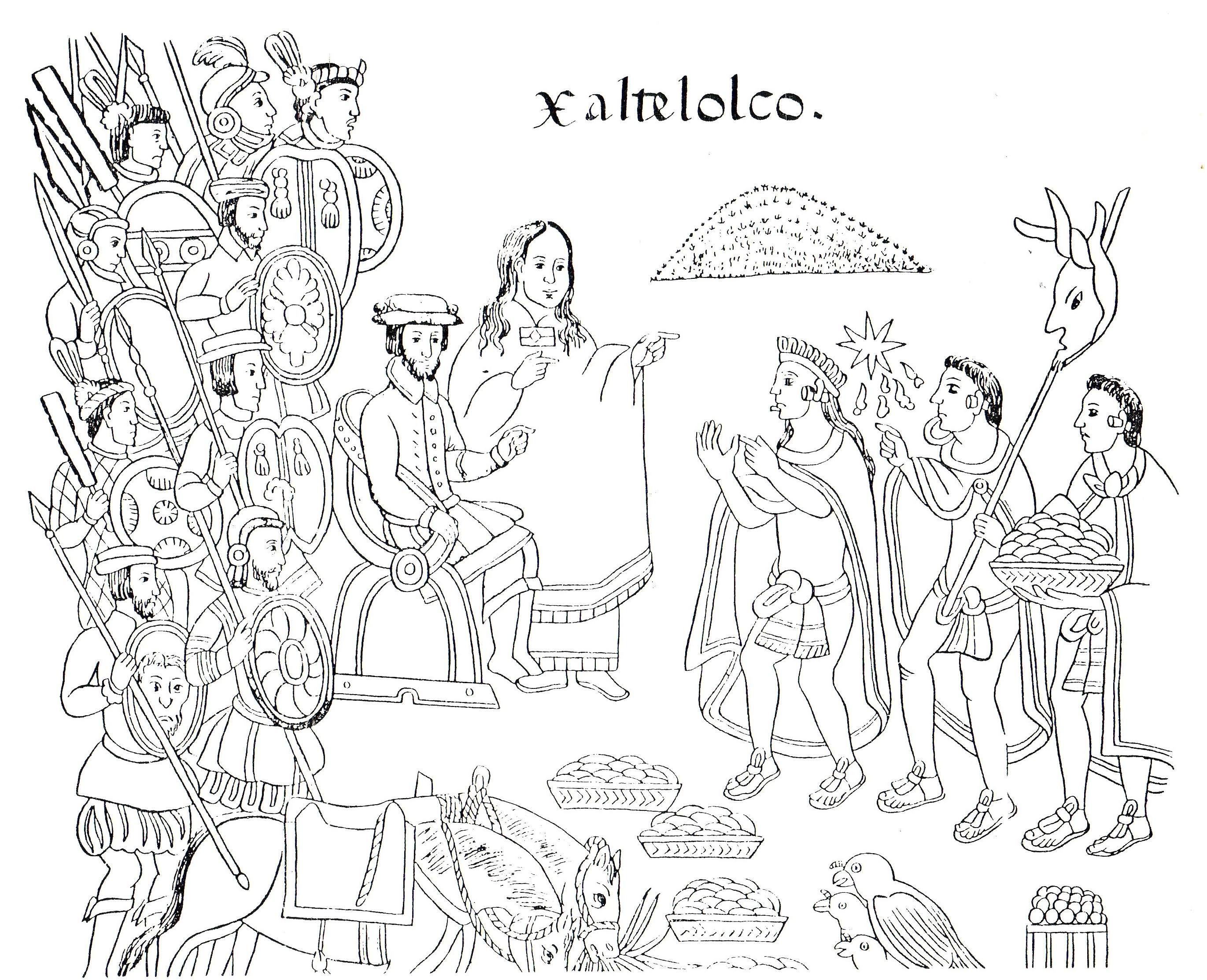
Cortés serege és az indiánok, 16. századi rajz

### Gyarmatosítás
Hernán Cortés spanyol területhódító és kalandor hajói 1519. április 22-én vetettek horgonyt Veracruznál. Kezdetben a spanyolokat isteneknek gondolták a kardot, lovat és vaspáncélt addig nem látott aztékok. Cortést az azték istennek, Ketzalkóatlnak vélték, mivel a korabeli azték krónikák 1519-re jósolták a visszajövetelét. Cortés élt is ezzel a lehetőséggel, és kihasználta az aztékok hiszékenységét: aranyat és ezüstöt követelt tőlük. Miután az indiánok kezdték kiismerni a spanyolok valódi szándékát, fellázadtak ellenük. Bár 1520. június 30-án az aztékok tönkreverték a spanyolokat az úgynevezett Szomorú Éjszakán (Noche Triste), 1521-ben sikerült legyőzniük az aztékokat, és elfoglalták fővárosukat, Tenocstitlant. A mai Mexikó Új-Spanyolország néven 300 évre spanyol gyarmattá vált. Új-Spanyolország területét hatalmas birtokokra osztották, amelyek mintegy 500 spanyol földesúr kezébe kerültek. Az elfoglalt területek megmaradt indiánjait áttérítették katolikus hitre és európai módon nevelték őket.

### 19. század
1810. szeptember 16-án Miguel Hidalgo y Costilla megindította a Spanyolország elleni függetlenségi harcot egy Dolores nevű kisvárosban. 1811-ben a spanyolok kivégezték Hidalgót, de José María Morelos folytatta a harcot. Morelost 1815-ben végezték ki. A mexikói függetlenségi háború 1821-ben hozta meg eredményét, amikor Spanyolország kénytelen volt Mexikó függetlenségét elismerni. 1822-ben jött lére Agustín de Iturbide császársága, amely csupán hét hónapig állt fenn. A közép-amerikai országok 1823-ban elszakadtak Mexikótól. Az 1824-es évi alkotmány szerint Mexikó szövetségi köztársaság
lett. A rabszolgaságot 1829-ben törölték el. Antonio López de Santa Anna tábornok először 1833-ban lett elnök. Ellentmondásos uralma alatt 1836-ban felfüggesztették az alkotmányt.
1846 és 1848 között háború folyt Mexikó és az Amerikai Egyesült Államok között, amelynek végeredményeként Arizona, Új-Mexikó és Kalifornia északi része az USA-hoz került. 1848. május 19-én Mexikó ratifikálta a Guadalupe Hidalgó-i békét. Elveszítette területének harmadát: Texas és Kalifornia, továbbá Arizona és Új-Mexikó területének nagy része az Amerikai Egyesült Államok területe lett.
Benito Juárez, a zapoték indián származású, liberális elnök és jogász (1857–72) 1855-ben megújította a mexikói törvényeket. Ez az időszak a liberális reformok kora, spanyolul La Reforma.
Az 1860-as években az ország ismét katonai megszállás alá került. A III. Napóleon által küldött francia csapatok segítették a mexikói császári trónra Ferdinánd Miksa osztrák főherceget. Miksa császárt a katolikus klérus és a konzervatív mexikóiak támogatták. Ez a második mexikói császárság csak néhány évig állt fenn. A köztársaság elűzött elnöke, Benito Juárez, 1867-ben helyreállította a köztársaságot.
Ezután következett az úgynevezett Porfiriato, amelynek névadója, Porfirio Díaz 1877 és 1911 között volt Mexikó elnöke (megszakítással). A korszak viszonylagos nyugalma és fejlődése (például vasútépítés) végső fokon a jövedelmi különbségek fokozódásával járt. Díaz erőteljesen korlátozta a szabadságjogokat, főleg a sajtót ellenőrizte.

### 20. század
Porfirio Díaz antidemokratikus uralma ellen 1910-ben, újraválasztása után tört ki a forradalom. A forradalmárok ugyan legyőzték a szövetségi hadsereget, de a belső egység hiánya miatt az országban zavaros viszonyok uralkodtak 1920-ig, mígnem létrejött a szocialista színezetű PRI (Intézményes Forradalmi Párt).
A forradalom bukása után a PRI vette át a hatalmat 70 évre. Lázaro Cárdenas elnöksége idején (1934–1940) földreformot és államosításokat hajtottak végre.
1994. január 1-jén Chiapas államban zapatista felkelés tört ki a NAFTA ellen. A hadműveletek két hét harc után társadalmi nyomásra leálltak, azóta az EZLN (A Nemzeti Felszabadulás Zapatista Hadserege) által ellenőrzött területek autonóm önkormányzatot, oktatást és egészségügyi rendszert kaptak. A zapatista felkelés a Tequila-válság okainak egyike, de annak mégsem meghatározó oka.

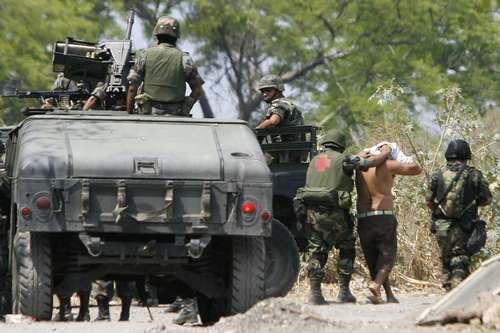
A mexikói kormány a hadsereget is beveti a szervezett bűnözés és a kábítószer ellenes harcban (2007)

A 2000. júliusi választáson a jobboldali PAN nyert.

### 21. század
A 2006-os választáson ismét a PAN nyert. A PRI tovább gyengült; már csak a harmadik legnagyobb frakciót tudhatta magáénak, mert a második helyre a PRD (Partido Revolucionario Democratical) futott be. Az új elnök a PAN színeiben indult Felipe Calderón lett.  2012-ben viszont visszatért a PRI: az ő jelöltjüket, Enrique Peña Nietót választották elnökké.
A 2018-as választás után Obrador lett az ország elnöke.
A 21. században hosszú évek óta „háború” folyik a mexikói kormány és a drogkartellek között.

## Politika és közigazgatás
A Mexikói Egyesült Államok egy olyan szövetségi köztársaság, amely elnöki rendszeren alapul. Az alkotmány három kormányzati szintet határoz meg: a szövetségi kormány, a tartományi kormányok és a települési önkormányzatok.
Szövetségi szinten kétkamarás parlamenti rendszer működik, a Képviselőházban (Cámara de Diputados) 500 mandátum van, ahova a képviselőket vegyes választási rendszerben szavazzák meg, a Szenátusban (Senado de la República) 128 mandátum van, a szenátorokat állami szinten, összetett rendszerben választják meg.

### Törvényhozás, végrehajtás, igazságszolgáltatás
A három szövetségi hatalmi ág: végrehajtó, törvényhozó és az igazságszolgáltatás.
A szövetségi törvényhozás Mexikó kétkamarás kongresszusa, amely a Szenátusból és a Képviselőházból áll. A kongresszus szövetségi törvényeket hoz, adót vet ki, jóváhagyja a nemzeti költségvetést és a nemzetközi szerződéseket stb.
A végrehajtó hatalom az elnök kezében összpontosul, aki az állam- és kormányfő, valamint a katonai erők főparancsnoka.
Az elnököt hat évre választják, és nem választható újra. 

### Jogállamiság
A Freedom House 2022-es jelentése az országot a »részben szabad« kategóriába sorolta.
A hatalmi ágak szétválasztását alkotmányosan rögzítik, és a mexikói elnököt viszonylag gyenge pozícióba helyezik a Kongresszussal szemben, kivéve, ha a kormánynak van többsége ott, mint a 2020-as évek elején. Mivel AMLO egyértelműen uralja a pártját, a végrehajtó hatalom és a Kongresszus közötti elválasztás gyakorlatilag nem létezik. A MORENA elfogadja a kormány törvényeit, és nem kell tárgyalnia más pártokkal.
Andrés Manuel López Obrador (AMLO) kormánya, amely 2018 decemberében lépett hivatalba, kihirdette a „neoliberalizmus végét”. Ennek ellenére egyértelmű jelek érkeztek, hogy elnöksége nem nagyon fog eltérni a korábbi modelltől. A hatalom azonban egyre inkább az elnök kezében összpontosul.
AMLO elnök megtámadta és megfenyegette azokat az autonóm intézményeket, amelyek bizonyos szintű átláthatóságot és éberséget biztosítanak a kormány intézkedései felett. A kormány igen szigorú megszorító programot írt elő, ami jelentősen befolyásolta az állam hatékonyságát.
A Legfelsőbb Bíróságon kívül sem a szövetségi, sem az állami igazságszolgáltatás nem független a végrehajtó hatalomtól. Állami és helyi szinten az igazságszolgáltatás egyértelműen elfogult a végrehajtó hatalommal szemben, és a korrupció tombol. Nem sok minden változott az átlagpolgárok számára, akik továbbra is egy nagyon korrupt igazságszolgáltatási rendszerrel szembesülnek, amelyben a bűnözőket szabadon engedik, ártatlan embereket pedig évekig fogva tartják, mielőtt még bíróság elé állítanák őket.
AMLO kormánya prioritásként kezelte a korrupció elleni küzdelmet, de az eddigi eredmények ritkák, ha nem ellentmondásosak. Az a tény, hogy a korábbi kormányok és kormányzók néhány kulcsfontosságú tisztviselője ellen nyomozás folyik, és börtönben vagy házi őrizetben vannak, a helyes irányba tett lépésnek tűnik. AMLO egy nagyszabású hadművelettel kezdte az olajlopás elleni küzdelmet, láthatóan némi sikerrel. Ugyanakkor megpróbálta kijátszani vagy gyengíteni a korrupcióellenes intézményeket. Emellett a választási kampánybiztonsági tanácsadóját nevezte ki az Országos Ügyészség élére.
Az állampolgári jogokat bár törvény rögzíti, de a gyakorlatban a legalapvetőbb jogok is sérülnek. AMLO-t három különböző kampányígéret alapján választották meg: véget vetnek a korrupciónak, a gazdaságot a szegények szolgálatában fejlesztik és véget vetnek az állampolgári jogok megsértésének. Ez utóbbi tekintetében azonban alig változott valami; az állampolgári jogokat továbbra is megsérti a rendőrség, a hadsereg, sőt az igazságszolgáltatás is. Ez mindig is állandó jellemző volt az őslakosok, a szegények és az LMBT kisebbségek számára. A börtönök tele vannak olyan emberekkel, akik kisebb bűncselekményeket követtek el, de nincs lehetőségük ügyvédet fogadni; a tárgyalásuk megkezdése előtt évekig börtönbe kerülhetnek. A helyzet drámaian romlott azokon a helyeken, ahol drogháborúk dúlnak. Nőtt a bűnbandák, a hadsereg vagy a rendőrség által elrabolt több ezer ember száma. A bűncselekmények áldozatai a bűncselekmények büntetlensége és a hivatalos szervek bűncselekményekben való részvétele miatt ritkán jelentkeznek a rendőrségen; a bűncselekmények 97%-a büntetlenül marad.

### Politikai pártok
A 2018-as választások után a legnagyobb pártok:
- Nemzeti Újjászületési Mozgalom (MORENA)
- Nemzeti Akció Párt (PAN)
- Intézményes Forradalmi Párt (PRI)

### Közigazgatási beosztás
Mexikó közigazgatásilag 31 szövetségi államra (estado) és 1 szövetségi körzetre (Distrito Federal) tagolódik. Minden államnak saját alkotmánya és törvényhozó testülete (kongresszusa) van, élükön a kormányzó áll. A Distrito Federal (Mexikóváros) Mexikó fővárosa; területén találhatóak az ország működését irányító minisztériumok (secretarias). 1997-ig a Distrito Federal élén egy, a mindenkori elnök által kinevezett régens állt. 1997. július 6-a óta a fővárosiak demokratikusan választják a fővárosi kormányfőt (Jefe de Gobierno del Distrito Federal). Mandátuma 6 évre szól.

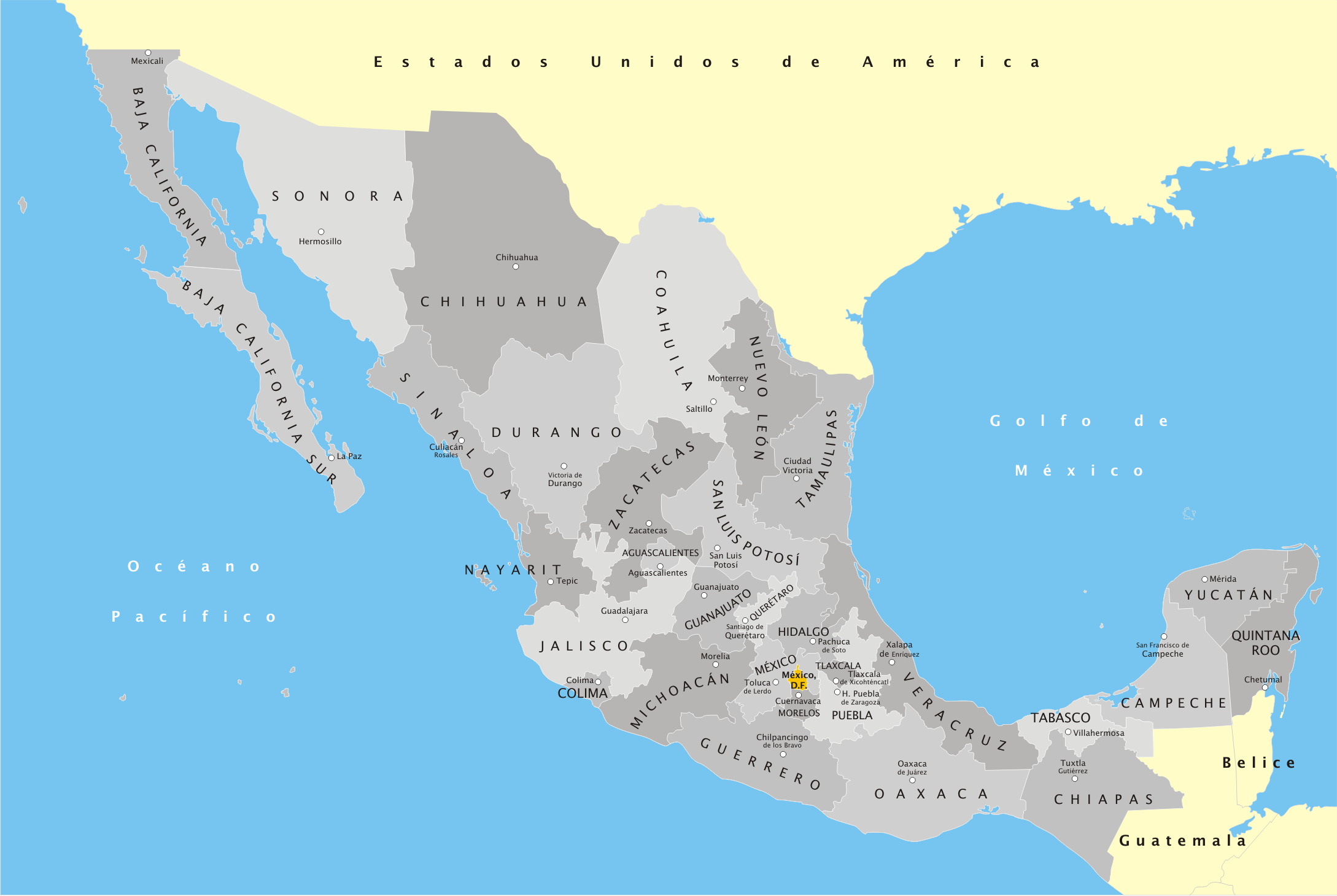
Mexikó tagállamai

### Időzónák
Mexikóban három időzóna van használatban. Az USA-beli megnevezésekkel jelölve:
- Central Standard Time (CST) = UTC-6 (az ország nagy részén ez érvényes, beleértve Mexikóvárost is).  Nyári időszámítás szerint UTC-5.
- Mountain Standard Time (MST) = UTC-7 (olyan államokban, mint Déli-Alsó-Kalifornia, Chihuahua, Nayarit, Sinaloa, Sonora). Ide tartozik még a Colima állam részét képező Revillagigedo-szigetek többsége is (Clarión kivételével). Nyári időszámítás szerint UTC-6 (kivéve Sonora).
- Pacific Standard Time (PST) = UTC-8 (Alsó-Kalifornia és a Clarión-sziget). Nyári időszámítás szerint UTC-7.

2015. október 25-én, amikor a nyári időszámítás véget ér, Quintana Roo nem áll vissza, hanem maradnak egy órával előrébb állítva az órák, ezzel egy új időzóna jön létre. Quintana Roo (fővárosa Chetumal) Mexikó keleti csücskében helyezkedik el. Kedvelt turistacélpont, így az intézkedéstől a turizmus további fellendülését várják.

### Külkapcsolatok
- Mexikó és Kuba kapcsolata a hidegháború alatt

## Népesség
A népesség 2021 táján elérte a 130 millió főt. A lakosság mintegy fele az ország 59 nagyvárosának egyikében él.

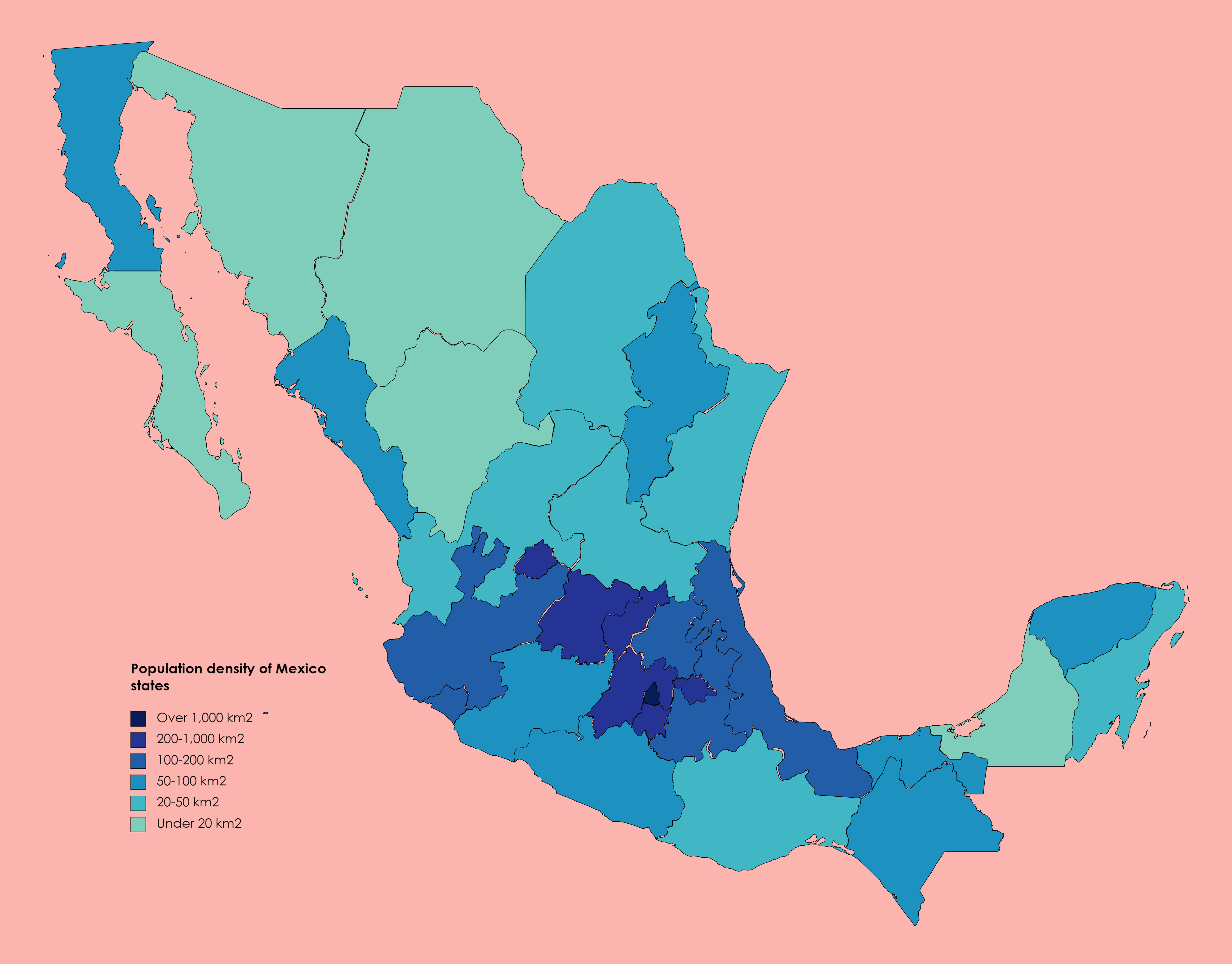
Mexikó népsűrűsége 2020-ban

### Népességének változása
Mexikó népessége gyorsan emelkedik és 1960 óta több mint háromszorosára nőtt.
| Lakosok száma | 38 676 974 | 46 783 542 | 58 155 590 | 68 715 443 | 77 859 344 | 89 757 916 | 100 678 867 | 109 381 550 | 119 361 233 | 132 274 416 |
|               | 1960       | 1966       | 1973       | 1979       | 1985       | 1992       | 1998        | 2004        | 2011        | 2024        |

### Legnépesebb települések
1 millió fő feletti városok
Mexikóváros (Ciudad de México), Ecatepec de Morelos, Guadalajara, Puebla de Zaragoza, Ciudad Juárez, Tijuana, León, Zapopan, Monterrey, Nezahualcóyotl
500 000 és 1 millió fő közötti városok
Chihuahua, Naucalpan de Juárez, Mérida, Hermosillo, San Luis Potosí, Aguascalientes, Saltillo, Mexicali, Culiacán Rosales, Guadalupe, Acapulco, Tlalnepantla, Cancún, Santiago de Querétaro, Chimalhuacán, Torreón, Morelia, Reynosa, Tlaquepaque, Tuxtla Gutiérrez, Victoria de Durango

### Etnikai megoszlás

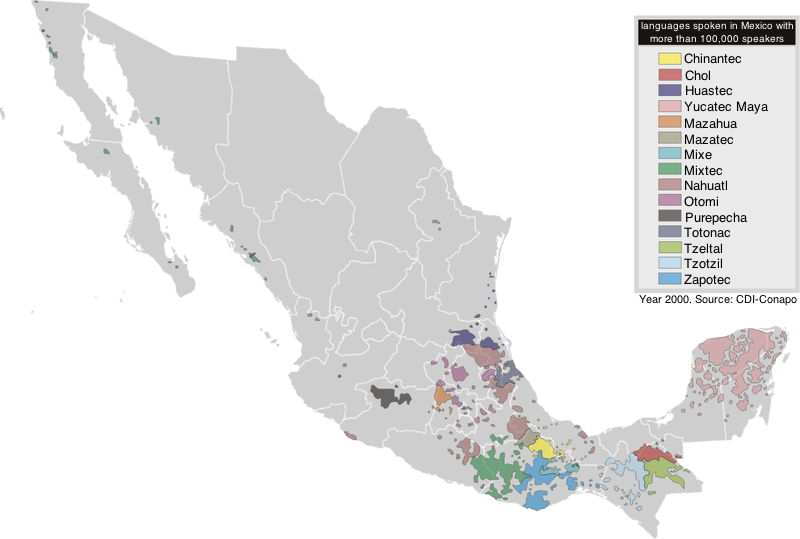
Indián népcsoportok több mint 100 ezer anyanyelvi beszélővel

A Mexikói Nemzeti Statisztikai Intézet 2017-es adatai szerint etnikailag a népesség:
- 21%-a bennszülött mexikói (indiánok)
- 25%-a mesztic (indián + európai keverék)
- 47%-a világos bőrű mexikói (ún. "castizo"; többnyire európai leszármazott)
- 1%-a ázsiai-mexikói (ázsiai leszármazott)
- 0,1%-a afro-mexikói (fekete leszármazott)
- 1%-a nincs besorolva.

### Nyelvi megoszlás
A de facto hivatalos – és a mindennapi érintkezésben, közigazgatásban és a médiában használt – nyelv a spanyol; a mexikói spanyol nyelvjárást tartják a legközelebb állónak a művelt sztenderd nyelvváltozathoz.
A beszélt nyelvek:
- spanyol (92,7%)
- spanyol és indián nyelv (5,7%)
- csak indián nyelv (0,8%)
- nem meghatározott (0,8%)

A főbb indián nyelvek: navatl (azték), maja, zapoték stb.

### Vallási megoszlás
A római katolikusok aránya folyamatosan csökken, ezzel szemben nő a más keresztények és a vallástalanok aránya.
A 2000. évi népszámlálás idején még a népesség 90%-a vallotta magát katolikusnak, a 2020-as népszámlálás alapján már csak a népesség 77,7%-a, továbbá 11,2%-a protestánsnak és egyéb kereszténynek, 8,1%-a vallástalannak, 0,2%-a más vallásúnak.
A kisebb vallási csoportok közül a jelentősebbek: a pünkösdi és karizmatikus, presbiteriánus, Jehova tanúi, a hetednapi adventisták, a mormonok, az evangélikusok, a metodisták, a baptisták és anglikán, de jóval kisebb létszámban minden egyéb világvallás is képviselteti magát.
A Santa Muerte egy népi szent, akit a katolikusok Mexikó szerte tisztelnek.

## Gazdaság
Mexikó az APEC, OECD és WTO tagja. 1994 óta az Észak-amerikai Szabadkereskedelmi egyezmény (NAFTA) tagja.

A regisztrált munkanélküliség Mexikó államaiban (2011. dec.)

A 2020-as évek elején az országnak továbbra is jelentős kihívásokkal kell szembenéznie a szegénység és az egyenlőtlenség csökkentése terén, amelyet súlyosbít a szűkös gazdasági növekedés.  Az ECLAC szerint 2018-ban a lakosság 41,5%-a élt szegénységben és 11,7%-a mélyszegénységben.

### Általános adatok
2011-ben a lakosság 13,4%-a dolgozik a mezőgazdaságban, 24,1% az iparban, 61,9% a szolgáltató iparban.

### Gazdasági adatok
Az ország gazdasági adatai 2012-2018 között:

| Év   | GDP (milliárd US$ PPP) | GDP per fő (US$ PPP) | GDP növekedés (reál) | Infláció | Munkanélküliség (hiv.) | Államadósság (GDP %-ban) |
| ---- | ---------------------- | -------------------- | -------------------- | -------- | ---------------------- | ------------------------ |
| 2012 | 2017,5                 | 17 235               | 3,6%                 | 4,1%     | 4,9%                   | 42,7%                    |
| 2013 | 2077,8                 | 17 549               | 1,4%                 | 3,8%     | 4,9%                   | 45,9%                    |
| 2014 | 2175,2                 | 18 170               | 2,8%                 | 4,0%     | 4,8%                   | 48,9%                    |
| 2015 | 2270,7                 | 18 765               | 3,3%                 | 2,7%     | 4,4%                   | 52,9%                    |
| 2016 | 2366,7                 | 19 356               | 2,9%                 | 2,8%     | 3,9%                   | 56,8%                    |
| 2017 | 2458,4                 | 19 927               | 2,1%                 | 6,0%     | 3,4%                   | 54,1%                    |
| 2018 | 2571,6                 | 20 616               | 2,0%                 | 4,9%     | 3,3%                   | 53,6%                    |

### Gazdasági ágazatok

#### Mezőgazdaság
A legfontosabb termények a kukorica, a cirok, a búza, a bab, a paradicsom, a szójabab és a cukornád. Északnyugaton zöldséget, gyümölcsöt, kávét és gyapotot termelnek. Óriási állami beruházások révén az öntözött területek nagyságát jelentősen megnövelték.
Az ország megtermeli élelmiszerszükségletének nagy részét és az USA-nak is egyre több élelmiszert szállít.
Számos exportcikket termel, így gyapotot, zöldség- és gyümölcsféléket, kávét, cukornádat és dohányt.
2003-as adatok alapján a világranglistán kávétermelésben a 4., cukornádtermesztésben pedig az 5. helyen állt.
Legfontosabb tenyésztett állatai a szarvasmarha, a ló és a baromfi. Nagyüzemi marhatenyésztés folyik.

#### Ipar
Jelentős iparág: vasérc, ólomérc, cinkérc, arany, ezüst , higany, kén és nemesfém bányászata. Ezüstkitermelésben első a világon, ólomkitermelésben 5., cinkkitermelésben 6. a világon (2006-ban). Kiemelkedő a kőolaj- és földgázkitermelés (2006-ban a világon a 4. volt kőolaj-kitermelésben). Az ország gazdasági életét a szénhidrogén-kitermelésre alapozzák. A mexikói kormány bevételének kb. 30%-a származik az állami olajtársaságtól, a PEMEX-től.
Élelmiszeripara is jelentős. Gépiparából kiemelkedik az autógyártás (például a német Volkswagen).
Az utóbbi évtizedekben felgyorsult az iparosodás. Rohamosan fejlődik a mezőgazdasági termények feldolgozása, az acélgyártás és a kőolaj-vegyipar. Északon sok a textilgyár és acélüzem. de az iparvállalatok 50%-a a főváros körzetében található.
Jelentős a ruházati ipar és a dohányipar.

#### Külkereskedelem
Külkereskedelmi kapcsolatait elsősorban az Észak-amerikai Szabadkereskedelmi Egyezmény keretében bonyolítja.
Fő partnerei 2017-ben:
- Export:  USA 79,9%
- Import:  USA 46,4%,  Kína 17,7%, Japán 4,3%

Fő áruk:
- Export: gépjárművek, elektronikai eszközök (TV, komputer, mobiltelefon, LCD képernyők), kőolajipari termékek, zöldség, gyümölcs, kávé, pamut.[14]
- Import: fémmegmunkáló gépek, acélmű termékek, mezőgazdasági gépek, gépjármű-alkatrészek, repülőgépek és alkatrészek, olajfúró berendezések[14]

#### Idegenforgalom
A turizmus jelentős. 2004-ben a 20,5 millió látogató zöme Kanadából és az USA-ból érkezett.
Az idegenforgalom fő központjai: a Yucatán-fsz. keleti partja a Karib-tengernél, a Csendes-óceán partja, többek közt Acapulco és Puerto Vallarta; továbbá Mexikóváros.

#### Kábítószer
Jelentős a kábítószer előállítás és csempészet.
Az ország továbbra is a Dél-Amerikából származó és az Egyesült Államokba irányuló kokain elsődleges átrakodó országa; az extasy egyik fő gyártója és forgalmazója; a heroin, valamint a többnyire külföldi eredetű marihuána és metamfetamin egyik fő szállítója az amerikai piacra.
A becslések szerint Mexikó a világ harmadik legfontosabb máktermesztésű alapú ópiumtermelője. 2015-ben 28 ezer hektárra becsülték az ópiummákföldek területét.
Jelentős a pénzmosás.

## Közlekedés

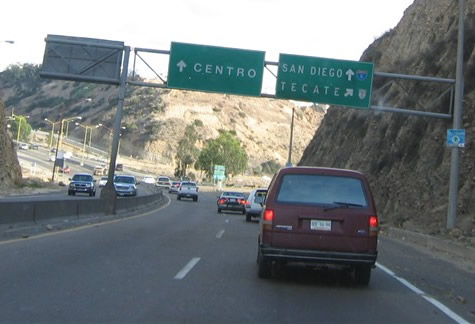
Főút Tijuana és San Diego között

### Légi közlekedés
Mexikó két legforgalmasabb nemzetközi repülőtere a mexikóvárosi Benito Juárez és a cancúni, de az ország emellett még számos nemzetközi repülőtérrel (Guadalajara, Acapulco, Mérida, León, Puerto Vallarta, Monterrey, Aguascalientes, Tijuana) repülőtérrel rendelkezik. Több légitársasága van (pl: Méxicana), nemzeti társasága az AEROMéxico.

### Közút
Mexikó úthálózata fejlett, a fizetős autópályák hálózatának rendszere Mexikóváros központtal eléri az ország számos területét. Kiemelhető a Mexikóváros – Veracruz – Villahermosa útvonal, a Oaxacába vezető gyorsforgalmi út, az Acapulcóba vezető Autopista del sol és a Guadalajarába vezető autópálya, ami részben Tijuanáig kiépült. Fontos útvonal a Mexikóváros – León – Zacatecas – Ciudad Juárez és a Mexikóváros – Monterrey – Nuevo Laredo autópálya is. Az autópályák mellett számos híd is fizetős. Az úthasználati díjak magasak. Az ingyenes utak állapota is megfelelő, de éjszakai közlekedésre kevésbé ajánlottak. Mexikóváros esetében a közúti behajtást speciális szabályokkal korlátozzák. Az országban az amerikai közlekedési szabályokhoz hasonlóan vezetnek, jelentős a teher és autóbuszos forgalom. A nagyobb utakon ellenőrző pontok is találhatóak, a fekvőrendőrök gyakoriak és sok esetben az utak a hegyi terepeken/hágókon rendkívül kanyargósak. A sivatagi / szubtrópusi körülményekre érdemes az utazás során felkészülni. Az óriási távolságok miatt az országon belül több napos utazások is lehetségesek és megszokottak. Az országnak közúti határátkelői vannak mindhárom szomszéd országba (USA, Guatemala, Belize).
Az országon belül az autóbusz a tömegközlekedés legolcsóbb és legelterjedtebb formája. Van első- (primero), másodosztályú (segunda) és kiemelt (ejecutivo) járat. A buszok az egész országot lefedik Mexikóváros központtal, ahol több hatalmas autóbusz-pályaudvar található. Több magáncég versenyez az utasokért. A Collectivók (amik általában Volkswagen minibuszok) elsősorban a nagyvárosokban járnak meghatározott útvonalon.
Amennyiben valaki autót szeretne bérelni, autókölcsönzők az idegenforgalmi központokban nagy számban találhatók. Az autók többsége automata. Mexikóvárosban csak nagyon gyakorlott sofőrnek ajánlott autót vezetnie. Az USA-ból történő átlépést speciális szabályokkal / biztosítással kezelik.

### Vasút

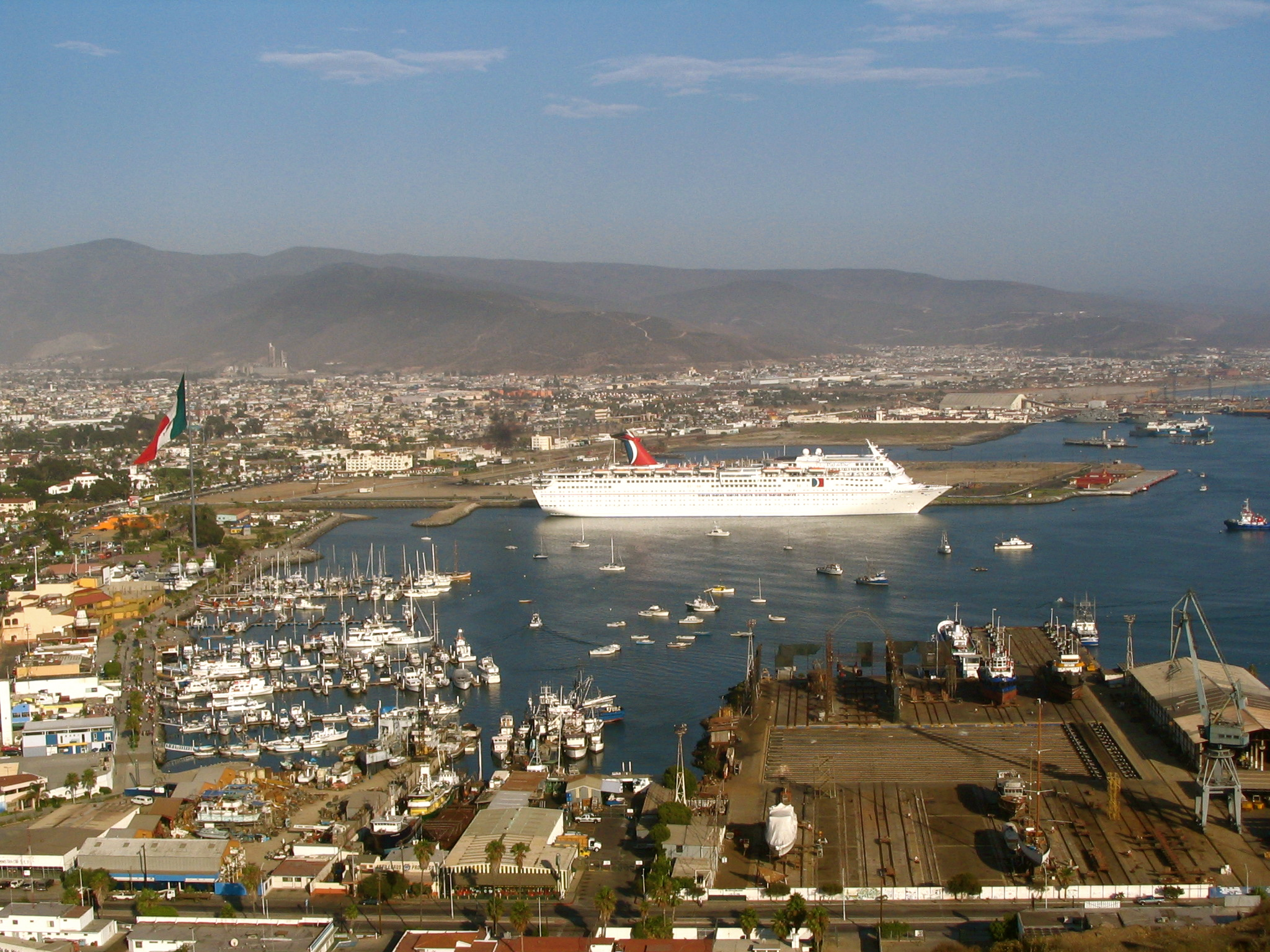
Ensenada kikötője

### Vízi
Mexikónak a 2010-es években 76 tengeri és 10 folyami kikötője van.
A négy fő tengeri kikötő, ahol az áruforgalom körülbelül 60% -a összpontosul: Altamira és Veracruz a Mexikói-öböl partján, valamint Manzanillo és Lázaro Cárdenas a Csendes-óceán partján.

## Telekommunikáció
| Hívójel prefix | XA-XI, 4A-4C, 6D-6J |
| ITU zóna       | 10                  |
| CQ zóna        | 6                   |

## Turizmus

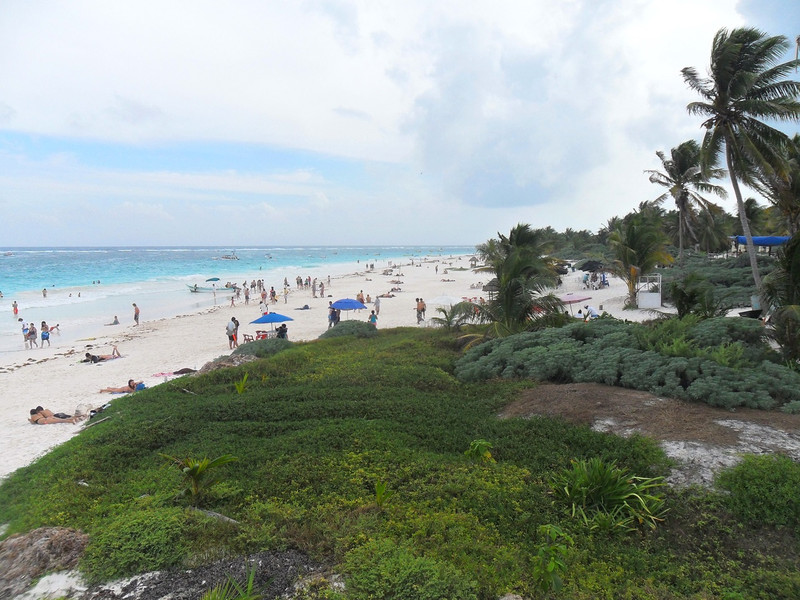
Tengerpart a Yucatán-félsziget keleti partján

A trópusi éghajlat, a maja civilizáció emlékei, a színpompás növényzet és az idilli tengerpartok a turisták tömegeit vonzzák az országba.

### Közbiztonság
A 2010-es években jelentősen romlott a közbiztonság, a turisták által leginkább látogatott helyeken egyre gyakoribb a rablás, a lopás. Sok államban folynak fegyveres összecsapások a hadsereg és a drogkartellek között, továbbá az egymással rivalizáló bandák tagjai között is.
2019 folyamán több mint 31 ezer embert öltek meg az országban. Mindezek ellenére a Yucatán-félsziget jóval biztonságosabb, mint az ország sok más régiója.

## Kultúra
Mexikó kultúráját a bennszülött indiánok, a gyarmatosító Spanyolország kultúrája, valamint jóval kisebb részben más bevándorlók hatásai formálták. A spanyolok érkezése hozta magával a római katolicizmust, amely Mexikó fő vallásává és kultúra egyik meghatározó tényezőjévé vált. A modern korban a kultúráját az Egyesült Államok is befolyásolta.

## Sport

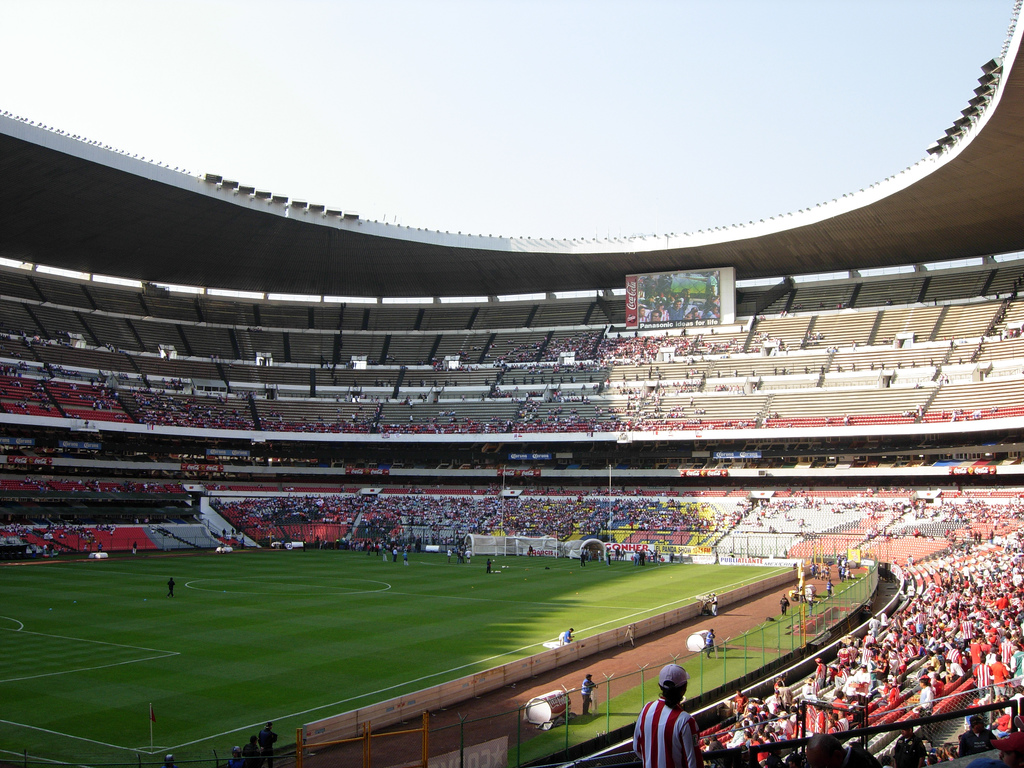
Az Estadio Azteca stadion a fővárosban

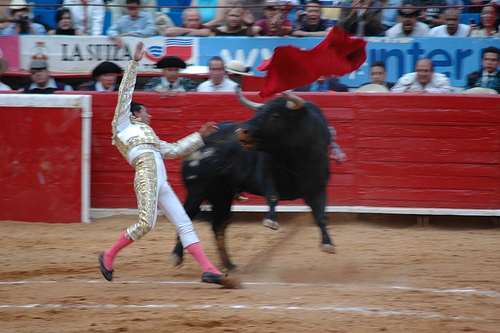
Bikaviadal, Mexikóváros

Egy 2013-as felmérés szerint Mexikó legnépszerűbb sportja a labdarúgás, melyet az emberek 63%-a kedvel, második helyen áll az ökölvívás (47%), a harmadik pedig a kosárlabda (37%).

### Labdarúgás

#### Klubcsapatok
Észak-Amerika klubcsapatai közül hagyományosan a legsikeresebbek a mexikóiak. A legrangosabb sorozatot, a CONCACAF-bajnokok ligáját legtöbbször mexikói együttesek nyerik meg. A hazai professzionális bajnokságot 1943-ban rendezték meg először, jelenleg 18 csapat szerepel benne. Egy évben két bajnokságot rendeznek: az év első felében a Clausura, második felében az Apertura bajnokságot. Az alapszakaszban minden csapat mindegyikkel egyszer játszik (hogy ki a pályaválasztó, sorsolás dönti el), majd az első nyolc helyezett bejut a rájátszásba (liguilla), ahol egyenes kieséses, oda-visszavágós rendszerben dől el, ki lesz a végső győztes. Az eddigi legtöbb bajnoki címe a mexikóvárosi América csapatának van: szám szerint 13.
Országos szinten a legnépszerűbb csapat a Guadalajara (Chivas), több mint 20%-os népszerűséggel, második helyen pedig a Club América áll (16,6%). Őket követi a szintén mexikóvárosi Cruz Azul és az UNAM Pumas, valamint a Torreón székhellyel működő Santos Laguna.
Az első osztályból évente egy csapat esik ki, de az nem feltétlenül az alapszakasz utolsó helyezettje, hanem az a csapat, mely az utolsó 6 idényben átlagosan a legkevesebb pontot szerezte. A másodosztályban is két bajnokságot rendeznek egy évben. Ha mindkettőt ugyanaz a csapat nyeri, automatikusan feljut a legmagasabb osztályba, ha két különböző győztes van, egy döntőt játszanak egymással a feljutásért.

## Ünnepek
| Dátum           | spanyol neve                            | magyar neve                                       |
| --------------- | --------------------------------------- | ------------------------------------------------- |
| január 1.       | Año Nuevo                               | újév                                              |
| február 5.      | Aniversario de la Constitución Mexicana | az alkotmány napja                                |
| február 24.     | Día de la Bandera                       | a zászló napja                                    |
| március 21.     | Natalicio de Benito Juárez              | Benito Juárez születésnapja                       |
| március/április | Jueves Santo                            | nagycsütörtök                                     |
| március/április | Viernes Santo                           | nagypéntek                                        |
| május 1.        | Día del Trabajo                         | a munka ünnepe                                    |
| május 5.        | Batalla de Puebla (Cinco de Mayo)       | a pueblai csata évfordulója                       |
| szeptember 1.   | Informe Presidencial                    | a Kormánynyilatkozat évfordulója                  |
| szeptember 16.  | Día de la Independencia                 | a függetlenség napja                              |
| október 12.     | Día de la Raza                          | Kolumbusz napja – Az újvilág felfedezésének napja |
| november 1.     | Días de los Muertos                     | halottak napja                                    |
| november 2.     | Día de los Fieles Difuntos              | mindenszentek napja                               |
| november 20.    | Aniversario de Revolución Mexicana      | a forradalom napja                                |
| december 12.    | Nuestra Señora de Guadalupe             | a Guadalupei Szent Szűz napja                     |
| december 25–26. | Navidad                                 | Karácsony                                         |